# Kühlgemäßigte Klimazone

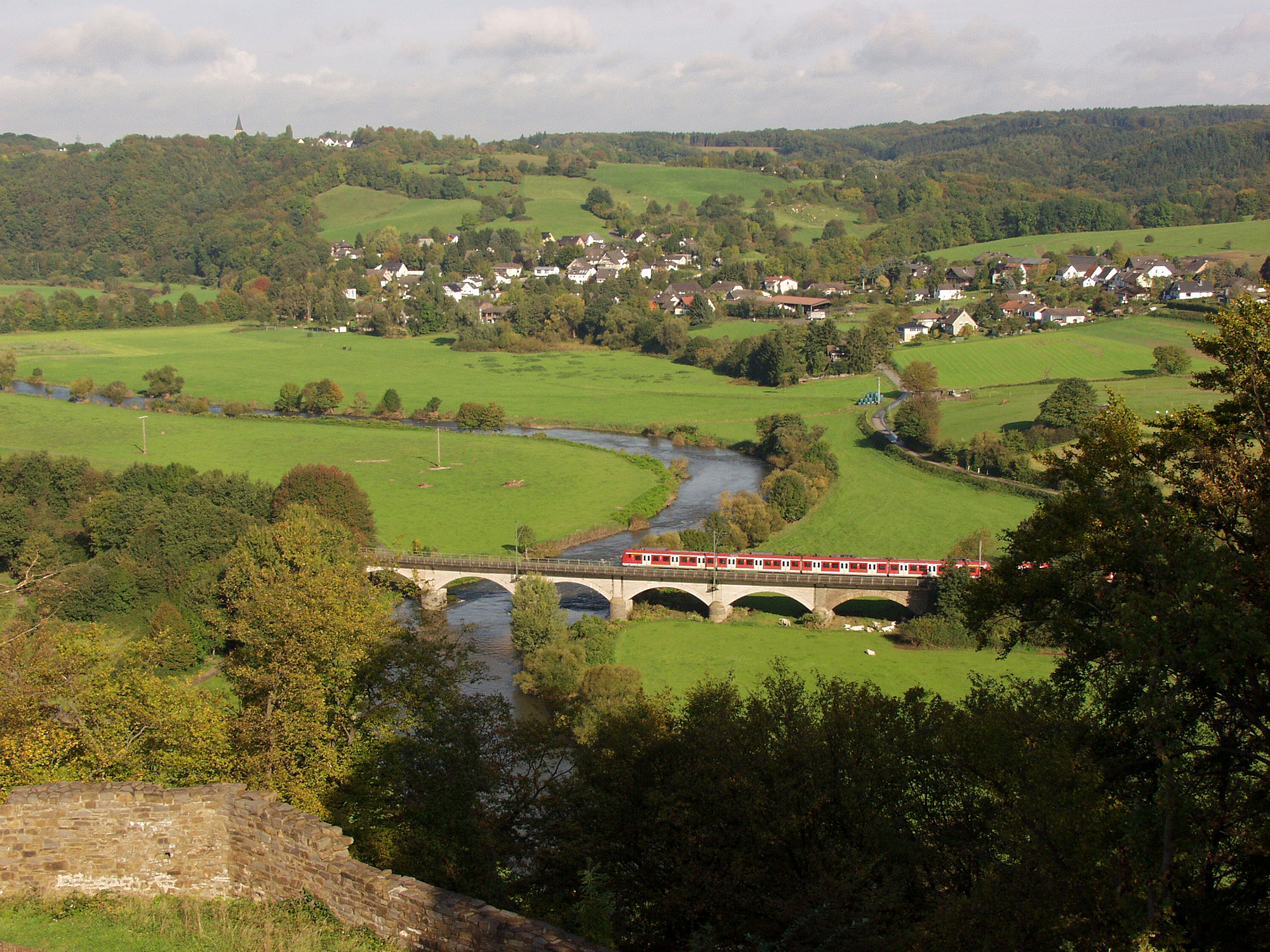
Dichte Besiedlung und Kulturlandschaften prägen sehr große Bereiche der humiden Mittelbreiten (Siegerland)

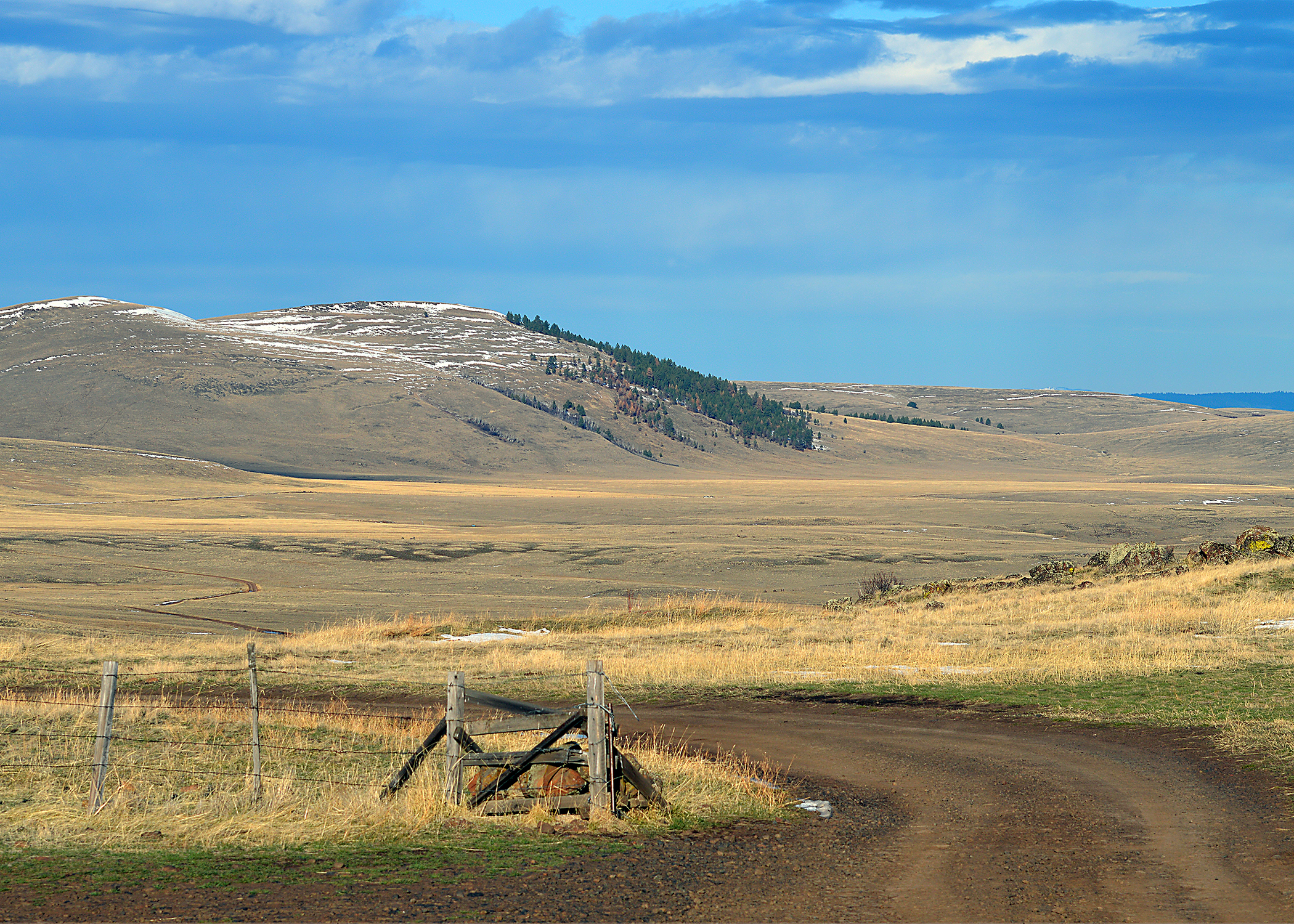
Die letzten großflächigen Wildnisreste der kühlen Breiten liegen in den Trockenräumen Nordamerikas, Zentralasiens und Patagoniens (Zumwalt Prairie in Oregon)

Die kühlgemäßigte Klimazone – meist nur kühlgemäßigte oder auch nemorale Zone genannt (auf der Südhalbkugel selten und uneinheitlich australe Zone) – ist die näher zum Äquator liegende Hälfte der beiden erdumspannenden gemäßigten Zonen, die durch bestimmte solare oder thermische Schwellenwerte abgegrenzt werden. Die gemäßigten Zonen erstrecken sich parallel zu den Breitenkreisen in Ost-West-Richtung; nach der solaren Definition vom 45. Breitengrad bis zu den Polarkreisen um die gesamte Erde. Richtung Äquator schließen sich die Subtropen an.
Nach physischen Kriterien wird der Wechsel von der kalt- zur kühlgemäßigten Subzone der Nordhalbkugel zumeist an der Südgrenze der borealen Nadelwälder gezogen. Diese Abgrenzung entspricht nach jüngsten Erkenntnissen auch den äquatornächsten Vorkommen von Permafrostböden. Für die Südhälfte gibt es keine Abgrenzungskriterien, da die kaltgemäßigte Zone dort keine Landgebiete umfasst. Daher wird dort zumeist keine Unterteilung der gemäßigten Zone vorgenommen.
Schultz definiert die Grenze zwischen den beiden Subzonen über eine jährliche Einstrahlung von 450 × 108 kJ pro Hektar.
Neben den deutlich ausgeprägten vier (thermischen) Jahreszeiten mit meist kürzeren Wintern (4–6 Monate thermische Vegetationsperiode) sind die vorherrschenden gemischten Wälder (zumeist mit einem deutlichen oder überwiegenden Anteil sommergrüner Laubbäume) in feuchteren und (nicht feuergeprägte) Graslandbiome in trockeneren Regionen die herausragenden Merkmale der kühlgemäßigten Zonen beziehungsweise des nemoralen Klimas.
Innerhalb der nemoralen Mittelbreiten werden mindestens vier Klimatypen unterschieden: Die immerfeuchten gemäßigten Regenwaldklimate gebirgiger Westküsten und die feuchten Mischwaldklimate in eher maritim beeinflussten Gebieten von den trockeneren Steppen- und sehr trockenen Winterkalten Wüstenklimaten im Innern der Kontinente.
Im weiteren Sinne steht der Begriff kühlgemäßigte Zone über die klimatische Betrachtung hinaus für den globalen, geozonalen Naturraum mit seinen weiteren Eigenarten.
Durch die globale Erwärmung kommt es zu einer Verschiebung der Klimazonen mit weitreichenden Folgen: Die Wälder sind u. a. zunehmendem Stress durch vermehrte Waldbrände ausgesetzt. Im Gegensatz zu den nordischen Nadelwäldern, wo regelmäßige Feuer zur Entwicklungsdynamik gehören, sind die Laubwälder höchst feuerempfindlich. Allgemein werden sich Infektionskrankheiten (siehe Folgen der globalen Erwärmung für die Gesundheit) und Schädlinge schneller ausbreiten und neu etablieren. Zunehmende Dürren werden insbesondere in den kontinentalen Mittelbreiten (Weizenanbaugebiete) zur Destabilisierung der Ökosysteme mit drastischen Folgen für die menschliche Nutzung führen; die Desertifikation der Böden nimmt zu (siehe etwa Dürre in Nordamerika seit 2020, Dürre und Hitze in Europa 2018, Dürre und Hitze in Europa 2022). Demgegenüber wird der Weinanbau in Großbritannien möglich und in Südeuropa können Dattelpalmen und Agaven genutzt werden. In den dicht besiedelten urbanen Landschaften der Mittelbreiten wird die Klimakrise besonders weitreichende Schäden anrichten, wie beispielsweise das Hochwasser in West- und Mitteleuropa 2021 gezeigt hat (siehe auch Folgen der globalen Erwärmung in Europa)

## Alternative Bezeichnungen
Da sowohl die subtropischen Klimate als auch das kühlgemäßigte Klima in einigen Publikationen als „warmgemäßigtes Klima“ bezeichnet werden, besteht Verwechslungsgefahr! Im Allgemeinen gilt dies als Synonym für die Subtropen.

## Klimazone

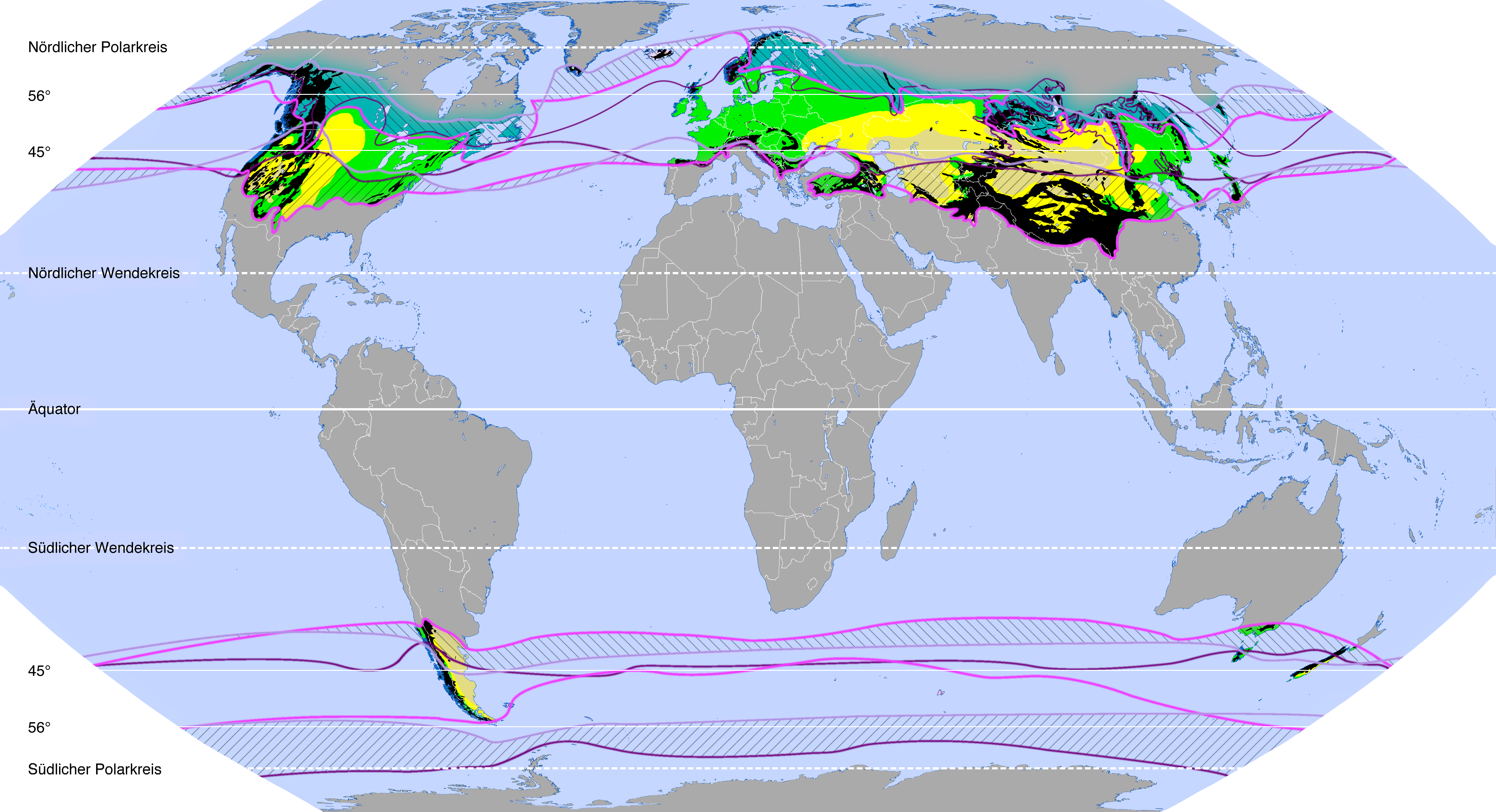
Kühlgemäßigte Klimazone(n) nach drei bekannten Klassifikationen
Festlegung der Zonengrenzen nach:
(Bei der Untergliederung (die auch Grundlage der Tabelle im Abschnitt Klimatypen ist) handelt es sich um eine beispielhafte Einteilung, die sich im Wesentlichen an die Arbeit von Schultz anlehnt. Sie dient dazu, die große Zahl der „realen“ Klimatypen aus den gängigen Klassifikationsmodellen entsprechend zuzuordnen und damit besser vergleichbar zu machen.)

| — Troll & Paffen (1964) | — Lauer, Rafiqpoor & Frankenberg (1996) | — Siegmund & Frankenberg (1999/2006) |

| Elementare Makroklimate (maximale Ausdehnung): | Übergänge zu Makroklimaten benachbarter Zonen / Weitere Flächen: |
| Gemäßigte Regenwaldklimate (Westküsten)        | ///// Übergangsklimate zu Nachbarzonen                           |
| Mischwaldklimate                               | Nadelwaldklimate                                                 |
| Steppenklimate                                 | Extrazonale Gebirgsklimate (nicht weiter untergliedert)          |
| Winterkalte Trockenklimate                     |                                                                  |

## Solare Merkmale
Für die Darstellung der solaren Merkmale wurden die Mittelbreiten bei ungefähr 56° nördlicher und südlicher Breite geomathematisch „halbiert“ (sodass theoretisch auch in der Südhälfte zwei Subzonen existieren):
Die höchsten Sonnenstände der Klimazone liegen vom 56. bis zum 45. Breitengrad etwa zwischen 11 und 23° zur Wintersonnenwende und zwischen 57 und 69° zur Sommersonnenwende. Dies führt zu einer mittleren jährlichen Globalstrahlung von 1100 bis 1500 kWh/m².
Die Tageslängen bewegen sich im Jahreslauf zwischen 8,5 und 15,5 Stunden am 45. Breitengrad und 6,5 bis 17,5 Stunden am 56. Breitengrad; das entspricht jährlichen Schwankungen von 7 bis 11 Stunden. Während der Vegetationsperiode liegen die Tageslängen im Mittel bei 12 bis 17 Stunden.
Der UV-Index (sonnenbrandwirksame Intensität der Ultraviolettstrahlung) ist im Jahresmittel um 12:00 Uhr Mittags mit 3 bis unter 6 „mäßig“.

## Thermische Merkmale

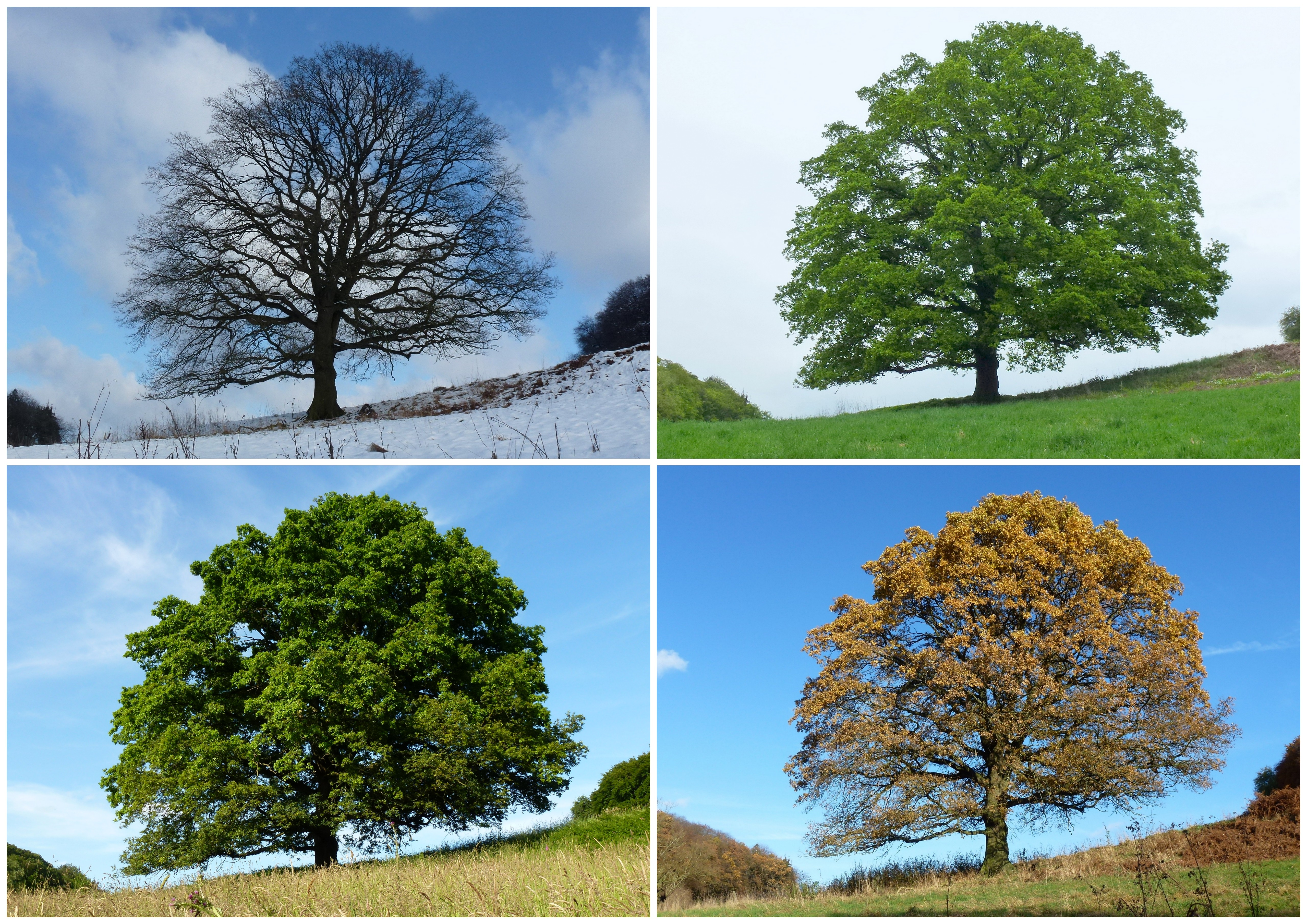
Sommergrüne Eiche im Laubrhythmus der vier Jahreszeiten

In den gemäßigten Zonen findet der Luftmassenaustausch zwischen den stabilen Hochdruckgebieten der Subtropen und der Polargebiete statt. Nirgends auf der Erde sind Wind und Wetter so wechselhaft; dies führt zu erheblichen Schwankungen der Temperaturen im Jahresverlauf. Es kann zu einer Kaltluftzufuhr aus den polnahen Regionen kommen, jedoch häufiger zu Warmlufteinflüssen aus dem subtropischen Hochdruckgürtel. Die Jahreszeiten sind (idealtypisch für ozeanisch beeinflusste, kühlgemäßigte Klimate) ungefähr gleich lang. Die Tagestemperaturschwankungen sind moderat zwischen 5 und 15 K (in Städten höher als im Wald) und in kontinentalen Regionen bis zu 30 K.
Kühlgemäßigt sind winterkalte Gebiete mit mittleren Jahresminima meist zwischen −10 und −30 °C (im Tiefland); nur in hochmaritimen Küstenklimaten milder als −10 °C mit nur noch episodischen Frösten (z. B. Irland, West-Frankreich, Küsten von Washington und Oregon, Südchile, Tasmanien). Permafrost kommt nirgends vor: Nach Untersuchungen von 2019 fällt die Grenze zwischen kalt- und kühlgemäßigter Zone auf der Nordhalbkugel ziemlich genau mit dem südlichsten Vorkommen von (isolierten) Permafrostböden zusammen, die eine durchschnittliche Bodentemperatur von höchstens 4 bis 5 °C aufweisen.

### Klassifikationen und Festlegungen
Etliche Wissenschaftler haben versucht, die Grenzen der Klimazonen grundlegend zu definieren oder ihre Ansätze ermöglichen die Ableitung entsprechender Schwellenwerte. Einige Beispiele:
| Autor(en)                                     | von         | Ziel / Hintergründe | Benennung                   | Faktoren                                                                                          | Wertebereiche |
| --------------------------------------------- | ----------- | --- | --------------------------- | ------------------------------------------------------------------------------------------------- | --- |
| Köppen, auf der Grundlage von Supan           | 1884        | Festlegung der fünf Klimazonen | Nemorale Zone               | Andauer der Mitteltemperaturen                                                                    | weniger als 8 Monate unter 10 °C 4 bis 12 Monate 10 bis 20 °C weniger als 4 Monate über 20 °C                          |
| Troll & Paffen                                | 1964        | „Jahreszeitenklimate“ Grundlegende Festlegung von Klimazonen in Bezug zu den Wechselwirkungen des Klimas auf die Vegetation                                                                         | Kühlgemäßigte Zone          | Thermische Andauer- u. Schwellenwerte, sowie Gehölze                                              | Kältester Monat unter 2 °C (Nord-) ... unter 6 °C (Südhalbkugel) saisonal frostharte, sommergrüne (Hartholz-)Laubbäume |
| FAO, auf der Grundlage von Köppen & Trewartha | 1968 / 2000 | „Ecological zones“ Level 1 - Domain: Übergeordnete thermische Klimazonen im System der Ökozonen; internationale Verwendung                                                                          | Temperate                   | Thermische Andauer- u. Schwellenwerte                                                             | 4 bis 8 Monate über 10 °C                                                                                              |
| Schultz                                       | 1988        | „Die Ökozonen der Erde“ Klimazonen nach Troll & Paffen auf der ersten Ebene der Ökozonen | Mittelbreiten               | (u. a.) Thermische Wachstumsbedingungen in Klammern = regional                                    | 5 bis 7 (4) Monate über 10 °C (0) 1 bis unter 4 (5) Monate über 18 °C                                                  |
| Müller-Hohenstein                             | 1989        | „Geoökologische Zonen“ Klimazonen als 1. Gliederungsebene | Kühlgemäßigte Zonen         | Jahresmitteltemperatur (JMT) und Vegetationsperiode (VP) als Summe der humiden Tage mit ø ≥ 10 °C | JMT: 3 bis 15 °C VP: unter 30 bis über 200 Tage                                                                        |
| Lauer, Frankenberg und Rafiqpoor              | 1996        | „Die Klimate der Erde“ „Ökophysiologische Klimaklassifikation“: Wechselwirkungen des Systems „Klima–Pflanze–Boden“ als Reaktion der Pflanzendecke auf das Klima mit Quantifizierung der Grenzlinien | Kühlgemäßigte Mittelbreiten | mittlere Bestrahlungsstärke (BS) und thermische Vegetationsperiode (VP)                           | BS: unter 150 W/m² VP: 4 bis 6 Monate                                                                                  |
| Siegmund & Frankenberg                        | 1999 / 2006 | „Klimate der Erde“ Thermische Klimazonen als erster Klimaschlüssel im „Baukastensystem“ | Kühle Zone / Mittelbreiten  | Jahresmitteltemperatur                                                                            | 0 bis 12 °C |
| Box                                           | 2016        | „World Bioclimatic Zonation“ Haupt-Klimazonen nach Kardinaltemperaturen und deren Dauer | Temperate zone              | Tagesmitteltemperatur                                                                             | über 120 Tage ≥ 10 °C                                                                                                  |

### Hygrische Merkmale
Im Gegensatz zur kaltgemäßigten Zone, die vor allem aufgrund der geringen Verdunstungsrate trotz meist geringer Niederschläge praktisch überall ein humides Klima hat, ist die Verdunstung in der kühlgemäßigten Zone deutlich höher. Die Menge und Verteilung der Niederschläge bringt alle denkbaren hygrischen Klimate von trocken bis nass hervor. Entscheidend sind vor allem das Relief (Gebirgsbarrieren mit Stauregen) und die Größe der Landmassen (Kontinental- oder Seeklima) in Verbindung mit den Windrichtungen in den sehr wechselhaften Wettersystemen der Mittelbreiten: Die amerikanischen Kordilleren, die Skanden, der Ural und die neuseeländischen Alpen an den Westseiten gemäßigter Landmassen reduzieren bei westlichen Winden die Menge feuchter Luftmassen östlich der Gebirgskämme erheblich, sodass nur schmale Küstenstreifen regenreich und immerfeucht sind. Lediglich Europa kann weitgehend von den atlantischen Winden profitieren. Die ebenfalls hinreichend feuchten Gebiete in der Osthälfte Nordamerikas und in Ostasien profitieren vom Einfluss feuchter subtropischer Luftmassen sowie regionaler Effekte. Der überwiegende Teil der kühlgemäßigten Breiten erhält jedoch nur geringe Regenmengen (unter 500 mm pro Jahr); innerkontinental mit einem Sommermaximum des Niederschlages.
Köppen & Geiger – die das klassische Klimazonenkonzept vermieden haben – fassten alle Trockenklimate der Erde von den kühlen Mittelbreiten bis zu den Tropen als so genannte B-Klimate zusammen.
Nur ein kleiner Teil der Niederschläge fällt als Schnee, der allerdings in den trockenen Mittelbreiten meist einige Monate liegenbleibt, während die Schneedecke in den feuchten Mittelbreiten (im Tiefland) oftmals nur wenige Wochen oder Tage anhält.
Der Himmel in den kühlen Zonen ist im Durchschnitt bewölkt.

### Wettersysteme
Die nemoralen Zonen gehören im Rahmen der planetarischen Zirkulation zu den Westwindzonen in den Luftdruck- und Windsystemen der Mittelbreiten. Sie werden äquatorwärts durch die „ruhigen“ bodennahen Rossbreiten – in denen Winde aus verschiedenen Richtungen auftreten und oft Windstille herrscht – und in der Höhe durch den (oft nur in den Wintermonaten der jeweiligen Halbkugel auftretenden) schnell strömenden Subtropenjetstream begrenzt. Die Luftdrucksysteme in der Westwinddrift sind als Verwirbelungszone subtropischer und polarer Luftmassen meistens wenig stabil, sodass hier ganzjährig wechselhaftes Wetter typisch ist. Besonders in Nordamerika, wo keine in West-Ost-Richtung verlaufenden Hochgebirge als Barriere wirken, kommen immer wieder extreme polare Kalt- und tropisch Warmlufteinbrüche mit entsprechendem Wetter vor.

### Klimatypen
Allein die Zugehörigkeit zu einer Klimazone ermöglicht noch keine Aussagen über die tatsächlichen Klimate innerhalb der Zone. Dazu bedarf es der Festlegung von Klimatypen (für die niedrigen (planar-kollinen) Regionen) aus dem Vergleich der „elementaren“ Makroklimate aller Kontinente mit Hilfe weiterer Parameter (siehe Klimazone: Abschnitt Möglichkeiten der Zonen-Untergliederung): Das können regionale thermische Bedingungen sein – etwa die Kontinentalität –, doch vor allem hygrische Merkmale wie die Summe der Niederschläge im Jahr, die Dauer von Regen- und Trockenzeiten oder das Verhältnis von Niederschlags- und Verdunstungsrate (Humidität/Aridität). Dies führt zu komplexen Klimaschlüsseln, die im Kartenbild zwangsläufig noch größere Abweichungen zwischen den verschiedenen Modellen aufweisen!
Wie an der Karte erkennbar, besteht die kühlgemäßigte Zone aus vier elementaren Klimatypen sowie den meist separat betrachteten Gebirgsklimaten. Wird zur Abgrenzung von den kalten Mittelbreiten nur die Jahresdurchschnittstemperatur (ohne Abgleich mit der vorhandenen Vegetation) herangezogen, verschiebt sich die Grenze bis zu 1000 km polwärts (etwa bei der Siegmund-Frankenberg-Klassifikation), sodass große Teile des borealen Makroklimates in die kühle Zone fallen (Die nordischen Nadelwaldklimate gehören jedoch elementar zur kaltgemäßigten Klimazone).

#### Gemäßigte Regenwaldklimate

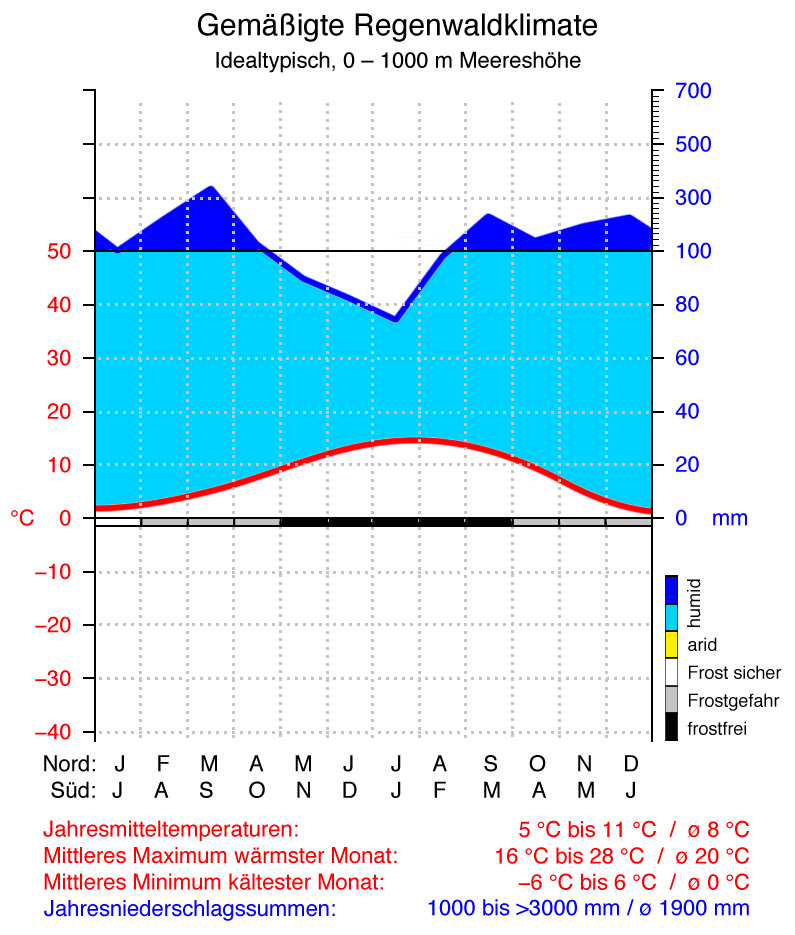

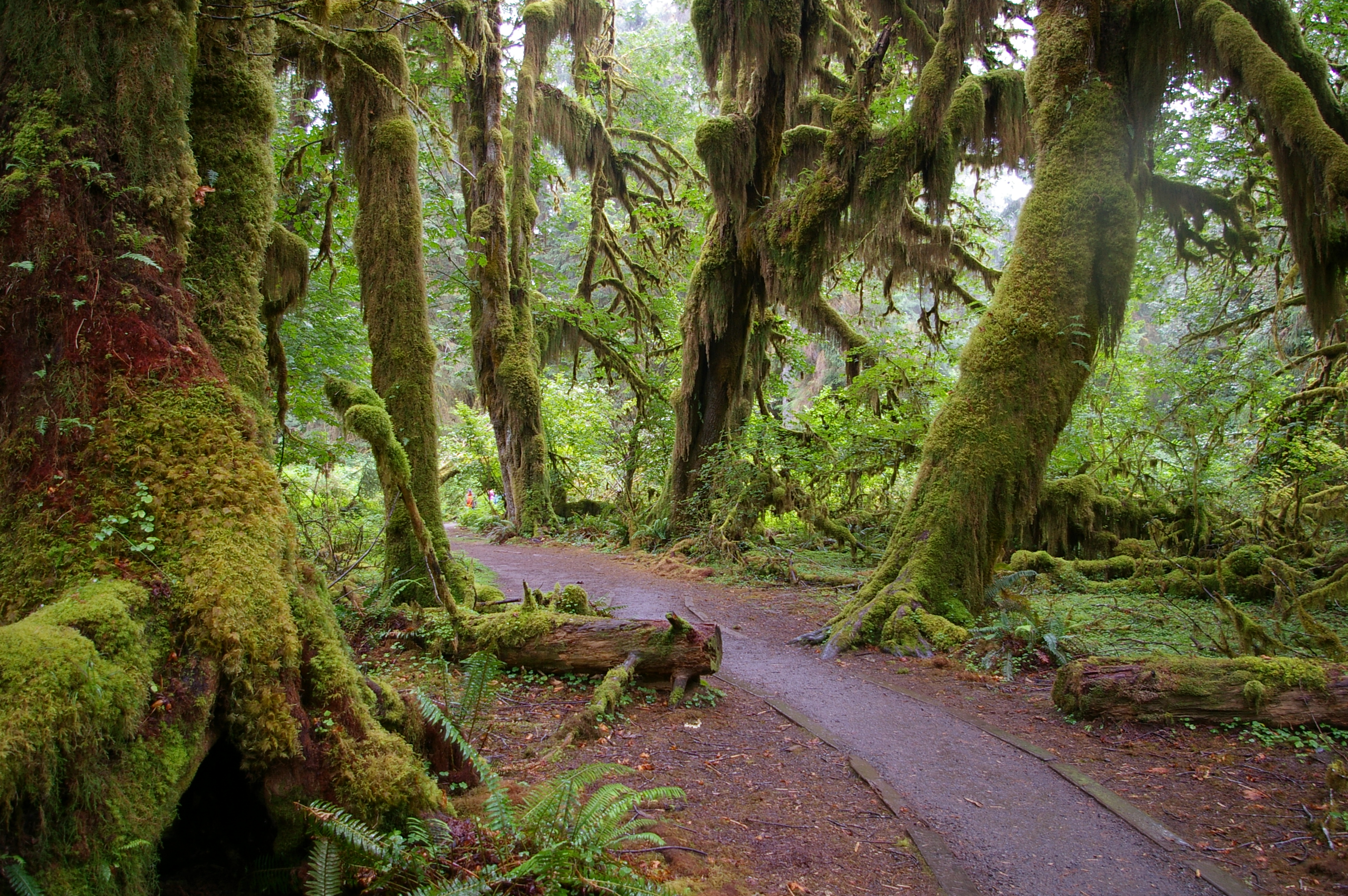
Gemäßigter Regenwald an der US-Westküste

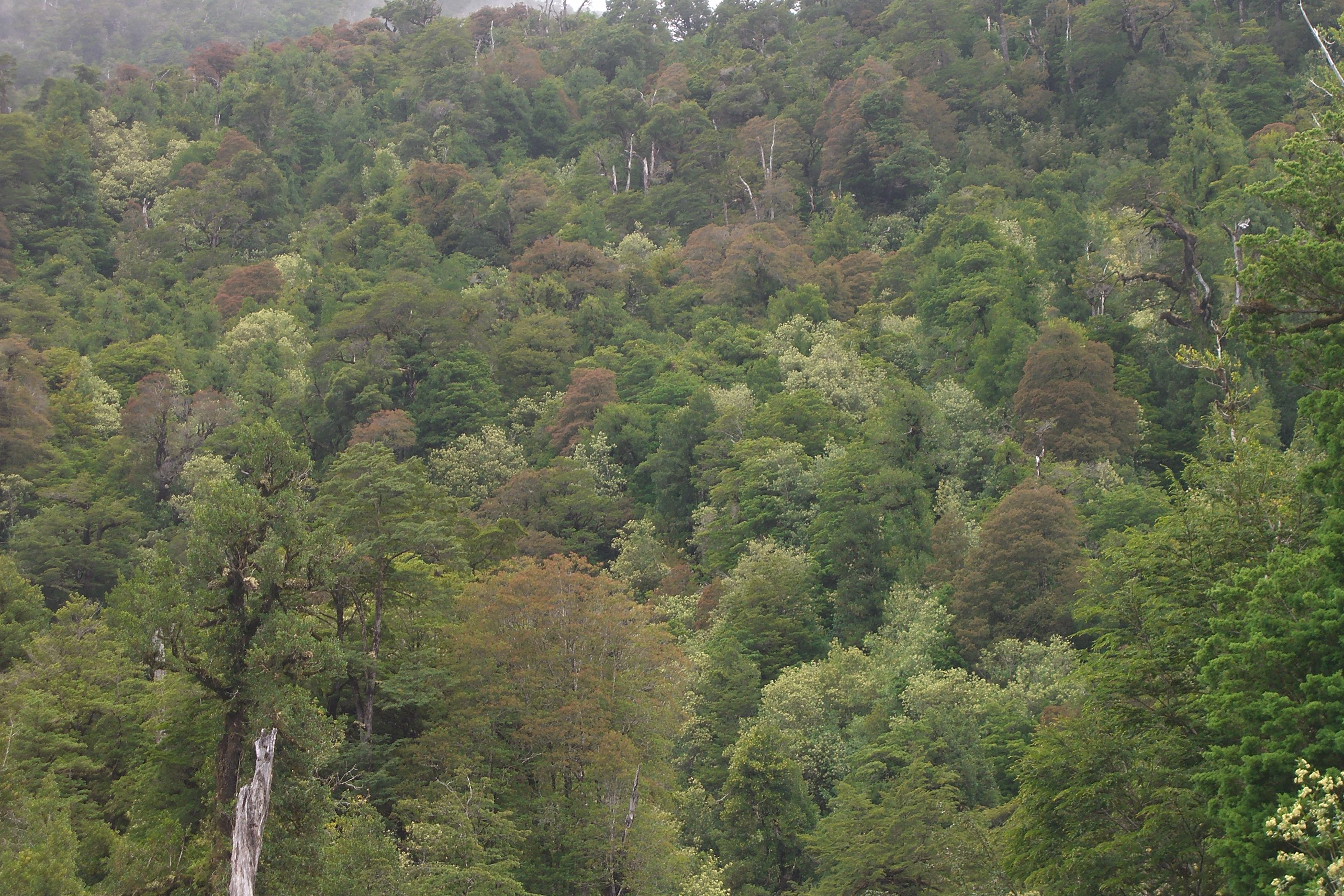
Valdivianischer Regenwald in Chile

Die im Folgenden genannten Merkmale gelten erdumspannend (geozonal) für Regionen bis zu rund 1000 m Meereshöhe. Höher gelegene Gebiete weisen häufig ein abweichendes (extrazonales) Gebirgsklima auf.
Die Klimate der gemäßigten Regenwälder (auch Westseitenklimate, jedoch mit subtropischem Hartlaubklima zu verwechseln) sind geprägt durch mäßig hohe Jahresmitteltemperaturen, die in der Regel zwischen 5 und 11 °C liegen. Die durchschnittlichen Tagestemperaturen steigen an 270 bis 360 Tagen über den Gefrierpunkt. Die hohen (bis sehr hohen) Jahresniederschläge bewegen sich zwischen 1000 und 2100 mm (im Extrem über 4000 mm). Da es sich fast überall um eng begrenzte, küstennahe Gebiete mit intensivem Steigungsregen vor hohen Gebirgen handelt und da sich diese Regionen in der Nordhälfte bis in die kaltgemäßigte Zone erstrecken, betrachten einige Autoren diese Klimate nicht als zonale Phänomene (siehe auch Extrazonale Vegetation).
Folgende Temperaturgrenzwerte können für diesen Klimatyp angenommen werden (abgeleitet nach Troll): Die Mittelwerte des wärmsten Monates bleiben unter 17 °C, im kältesten Monat liegen sie zwischen 2 und 10 °C. Besonders auffällig ist die sehr geringe Jahresamplitude von unter 11 K zwischen dem höchsten und niedrigsten Monatsmittel. Dies zeigt die schon genannten hochmaritimen Bedingungen.
Die Niederschläge sind meist ganzjährig hoch bis sehr hoch mit oft großen monatlichen Unterschieden: Häufig liegt das deutliche Minimum im Sommer und im Frühjahr und Herbst treten die größten Mengen auf. Im Winter fällt je nach Breitengrad in 2 bis 7 Monaten Schnee. Aufgrund der geringen bis mittleren Gesamtverdunstung ist das Klima mit 9 bis 12 feuchten Monaten vollhumid.
Die genannten Bedingungen von Licht, Wärme und Feuchtigkeit führen zu einer mittleren bis langen Dauer der jährlichen Wachstumsperiode, die immer über 200 Tagen liegt. Die potenzielle natürliche Vegetation sind gemäßigte Regenwälder: Oft sehr hochwüchsige Wald-Ökosysteme, die bis auf wenige Ausnahmen von immergrünen Bäumen – auf der Nordhalbkugel eine große Vielfalt von Nadelbäumen, auf der Südhalbkugel Laubbäume (meist Nothofagus) – mit einem dichten Unterholz und einer dicken, vielfältigen „Matte“ aus Moosen- und Farnen sowie diversen Flechten auf Bäumen und Steinen dominiert werden.
Die Gesamtcharakteristik der Gemäßigten Regenwaldklimate kann mit „milde Winter, Niederschlagsmaximum – häufig als Schnee – im Winterhalbjahr, kühle bis mäßig warme Sommer; immerfeuchte Wälder“ zusammengefasst werden.
Folgende Klimatypen effektiver Klassifikationsmodelle decken dieses Makroklima ab:
- bei Troll & Paffen: III 1 (Hochozeanische Waldklimate) [z. T. III 2 (Ozeanische Waldklimate)]
- bei Köppen & Geiger: Cfc (Ozeanisches Westseitenklima)
- bei Trewartha: Do (Temperate Oceanic → weiter gefasst, nicht nur hochozeanische)

Die größten Gebiete Gemäßigter Regenwaldklimate werden durch die kanadischen und chilenischen Küstenregenwälder repräsentiert. Ebenfalls findet sich dieser Klimatyp an den Westküsten Irlands, Schottlands und Norwegens – jedoch weitgehend mit anthropogen veränderter Vegetation.

#### Laubmischwaldklimate

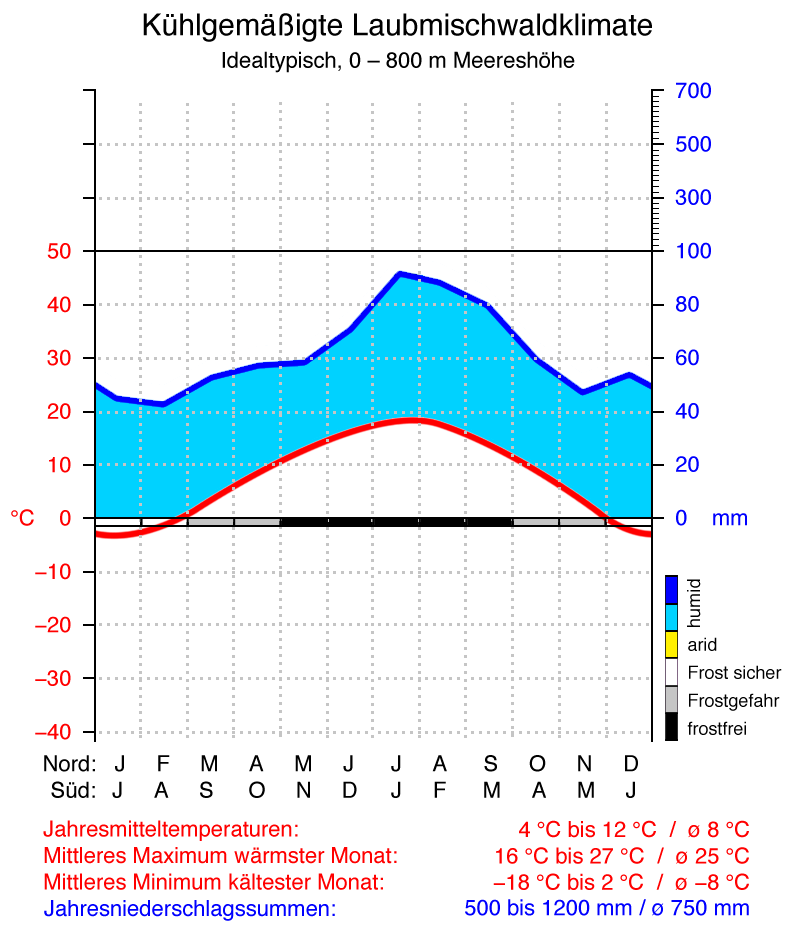

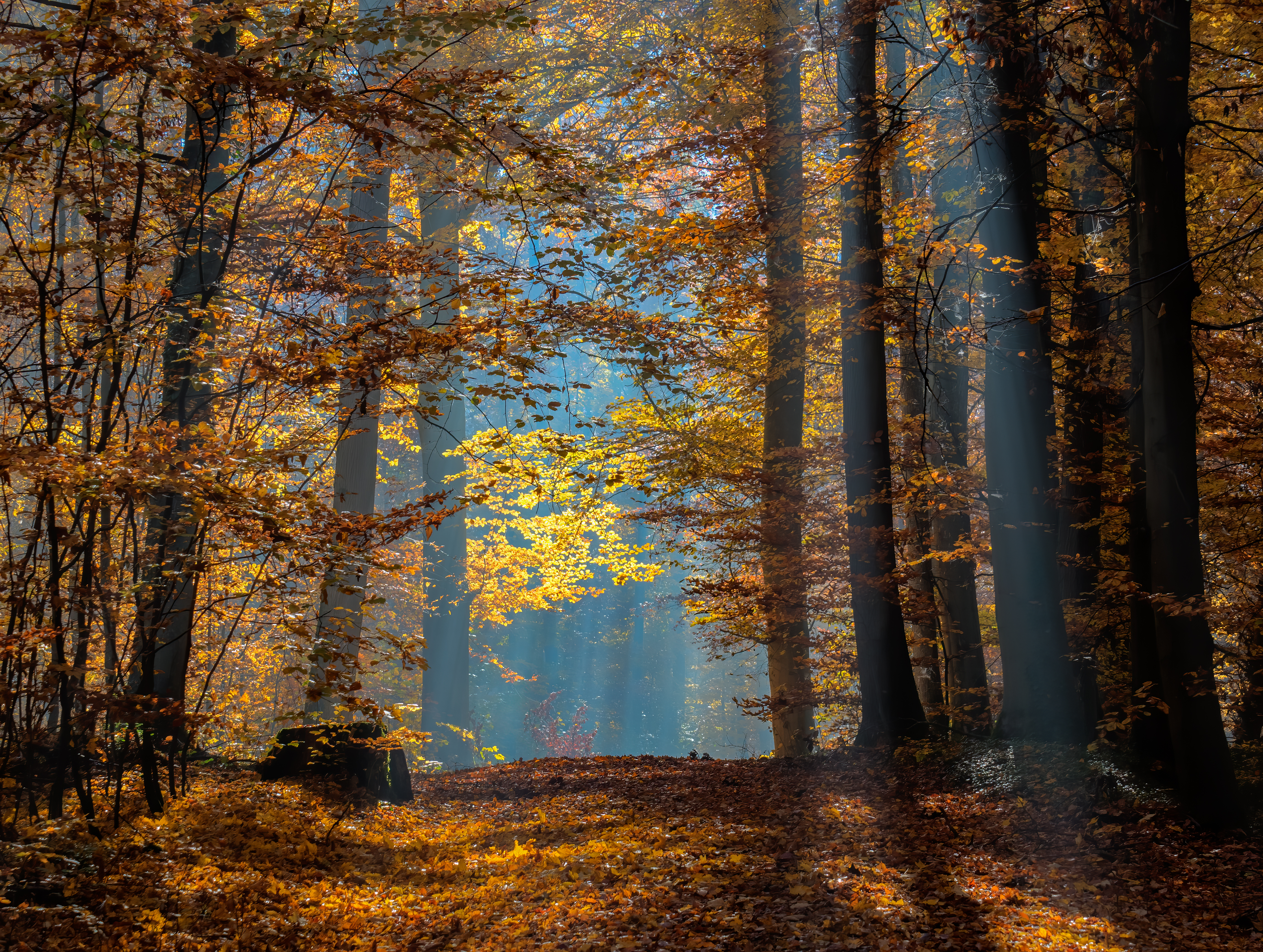
Herbstlicher Laub(misch)wald in Deutschland

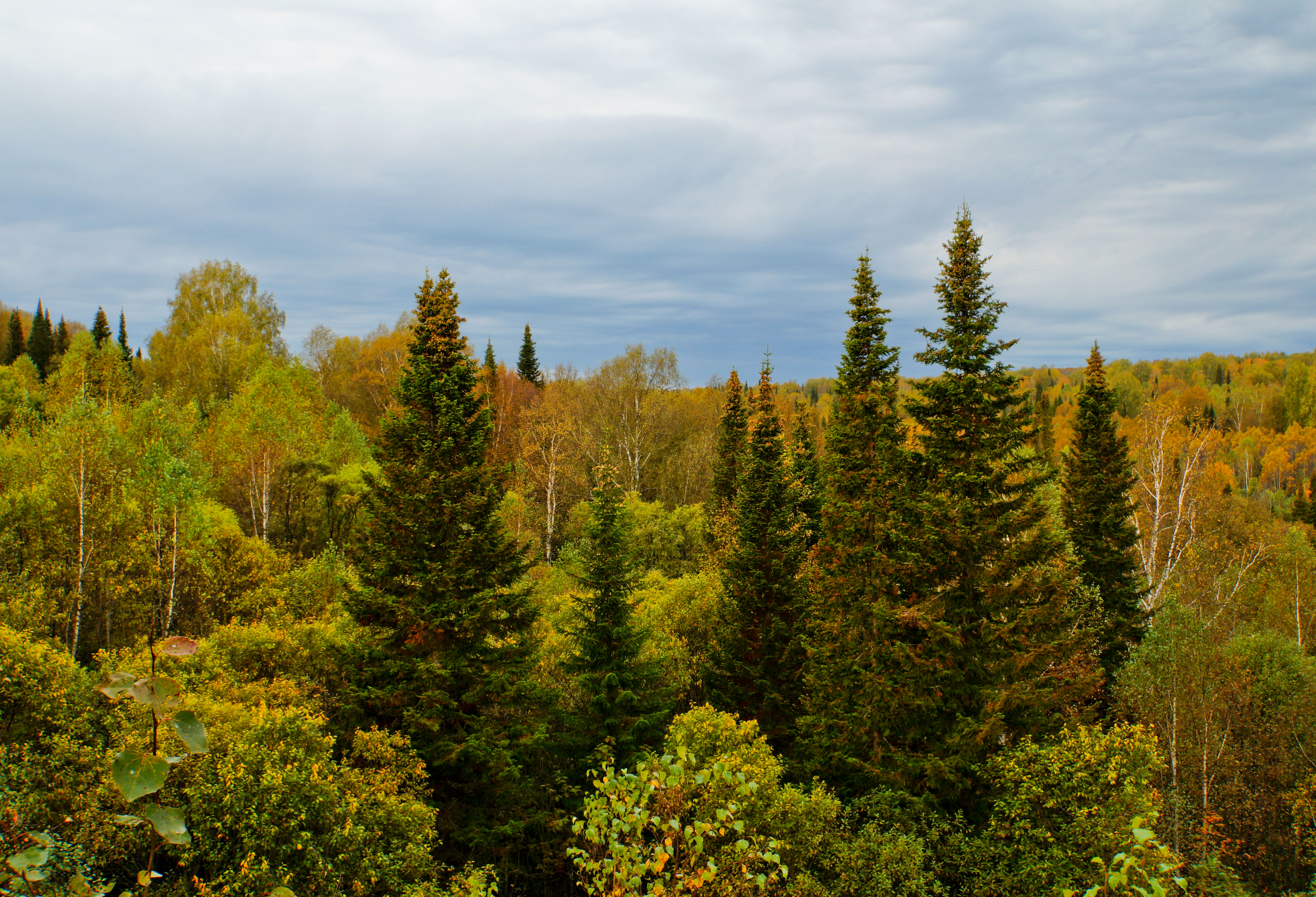
Nadel-Laubmischwald in Süd-Sibirien, Russland

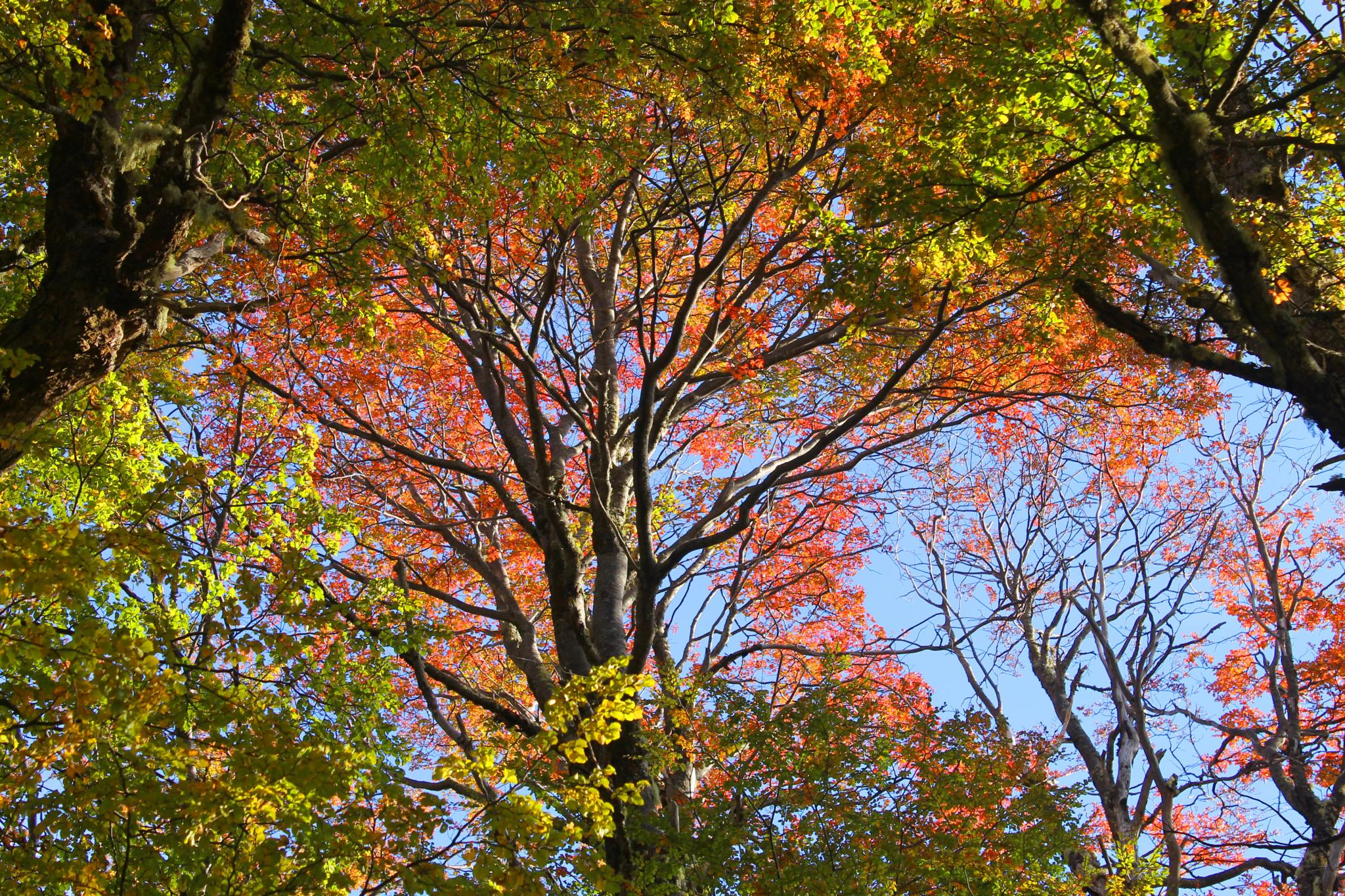
Herbstlich gefärbte Rauli-Scheinbuche in Chile

Die im Folgenden genannten Merkmale gelten erdumspannend (geozonal) für Regionen bis zu rund 800 m Meereshöhe. Höher gelegene Gebiete weisen häufig ein abweichendes (extrazonales) Gebirgsklima auf.
Die Klimate der gemäßigten Laub- und Mischwälder sind geprägt durch mäßig hohe Jahresmitteltemperaturen, die in der Regel zwischen 4 und 12 °C liegen. Die durchschnittlichen Tagestemperaturen steigen an 220 bis 360 Tage über den Gefrierpunkt. Folgende Temperaturen sind für diesen Klimatyp kennzeichnend: Der wärmste Monat hat mittlere Maxima zwischen 16 und 27 °C, im kältesten Monat liegen die Minima zwischen −18 und 2 °C. Die jährlichen Schwankungsbreiten sind mit unter 16 bis 40 Kelvin regional sehr unterschiedlich und bedingen etliche Subklimate.
Die hohen (selten sehr hohen) Jahresniederschläge bewegen sich zwischen 500 und 1000 mm (regional bis 1500 mm). Auch die Niederschlagsverteilung hat eine recht große Spanne von ganzjährig mäßig bis hoch mit häufig sommerlichem Maximum (auf der Südhalbkugel mehr Ausnahmen). Im Winter fällt in der Regel innerhalb von 2 bis 4 Monaten je nach Region an einigen Tagen bis Wochen Schnee. Aufgrund der relativ geringen bis mittleren Gesamtverdunstung ist das Klima mit 10 bis 12 feuchten Monaten zumeist vollhumid.
Die genannten Bedingungen von Licht, Wärme und Feuchtigkeit führen zu einer mittleren bis langen Dauer der jährlichen Wachstumsperiode, die zwischen 150 und 210 Tage andauert. Die potenzielle natürliche Vegetation besteht aus sommergrünem Hartholzlaubwald, der (vor allem in kontinentaleren Gebieten und im Übergang zur kaltgemäßigten Zone) mehr oder weniger mit immergrünen Nadelhölzern durchmischt ist. Im Randbereich der Trockenräume finden sich Waldsteppen, die nur noch an günstigen Standorten waldbestanden sind.
Die Gesamtcharakteristik der Mischwaldklimate kann mit „milde bis kalte Winter, mäßig warme bis warme und mäßig feuchte Sommer; Mischwälder mit Laubbäumen“ zusammengefasst werden.
Folgende Klimatypen effektiver Klassifikationsmodelle decken dieses Makroklima ab:
- bei Troll & Paffen: [z. T. III 2 (Ozeanische Waldklimate)], III 3 (Subozeanische Waldklimate), [z. T. III 4 (Subkontinentale Waldklimate)], III 7 (Sommerwarme Waldklimate), III 8 (Sommerwarme, ständig feuchte Waldklimate), [z. T. III 4 (Subkontinentale Waldklimate)], III 5 (Kontinentale Waldklimate), III 6 (Hochkontinentale Waldklimate)
- bei Köppen & Geiger: Cfb (Ozeanklima) / Dfa, Dfb, Dwa, Dwb, Dsa, Dsb (feuchtes Kontinentalklima)
- bei Trewartha: Do (Temperate Oceanic → einschließlich gem. Regenwaldklimate), Dc (Temperate Continental)

Die größten Gebiete der Mischwaldklimate liegen im Osten Nordamerikas, in West-, Mittel- und Osteuropa sowie in Ostasien. In der Südhemisphäre liegen sehr kleine Gebiete in Chile und Neuseeland.

#### Steppenklimate

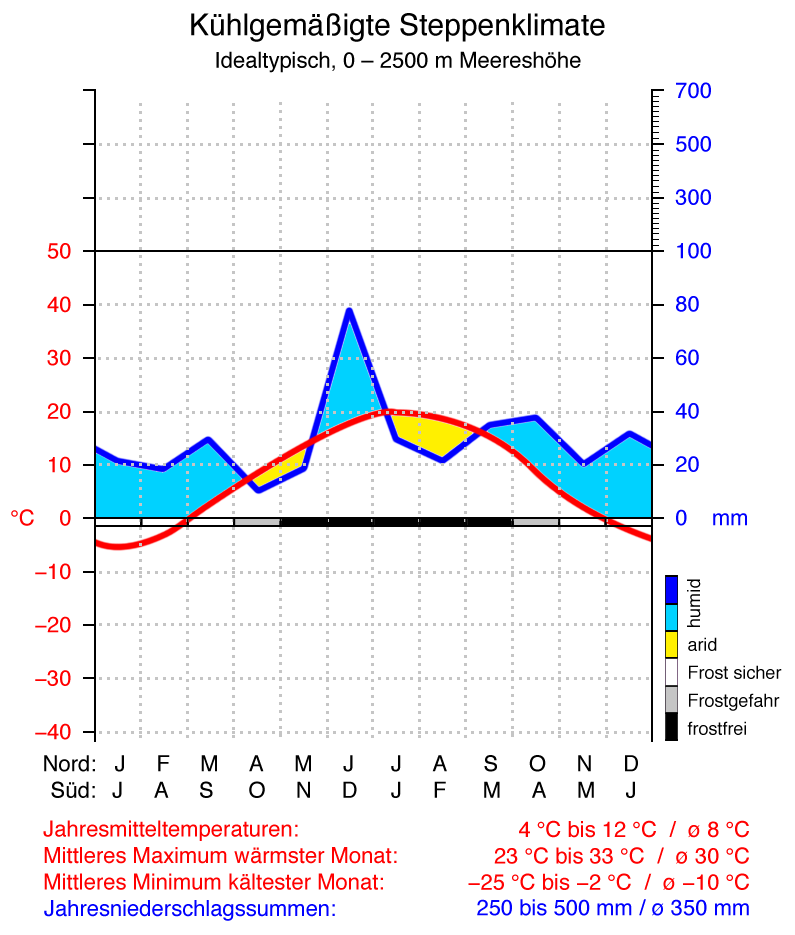

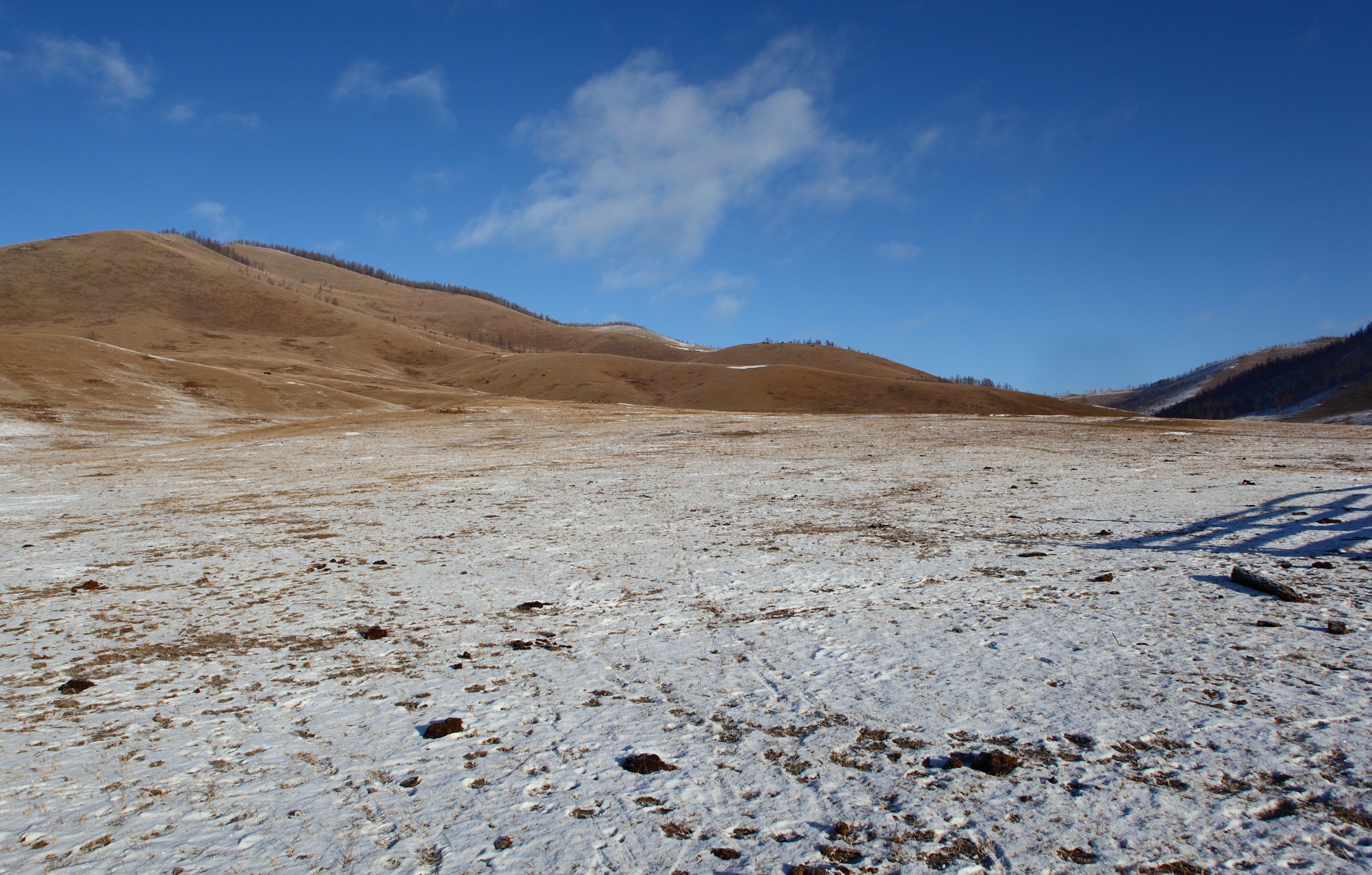
Winterliche Grassteppe in der Mongolei

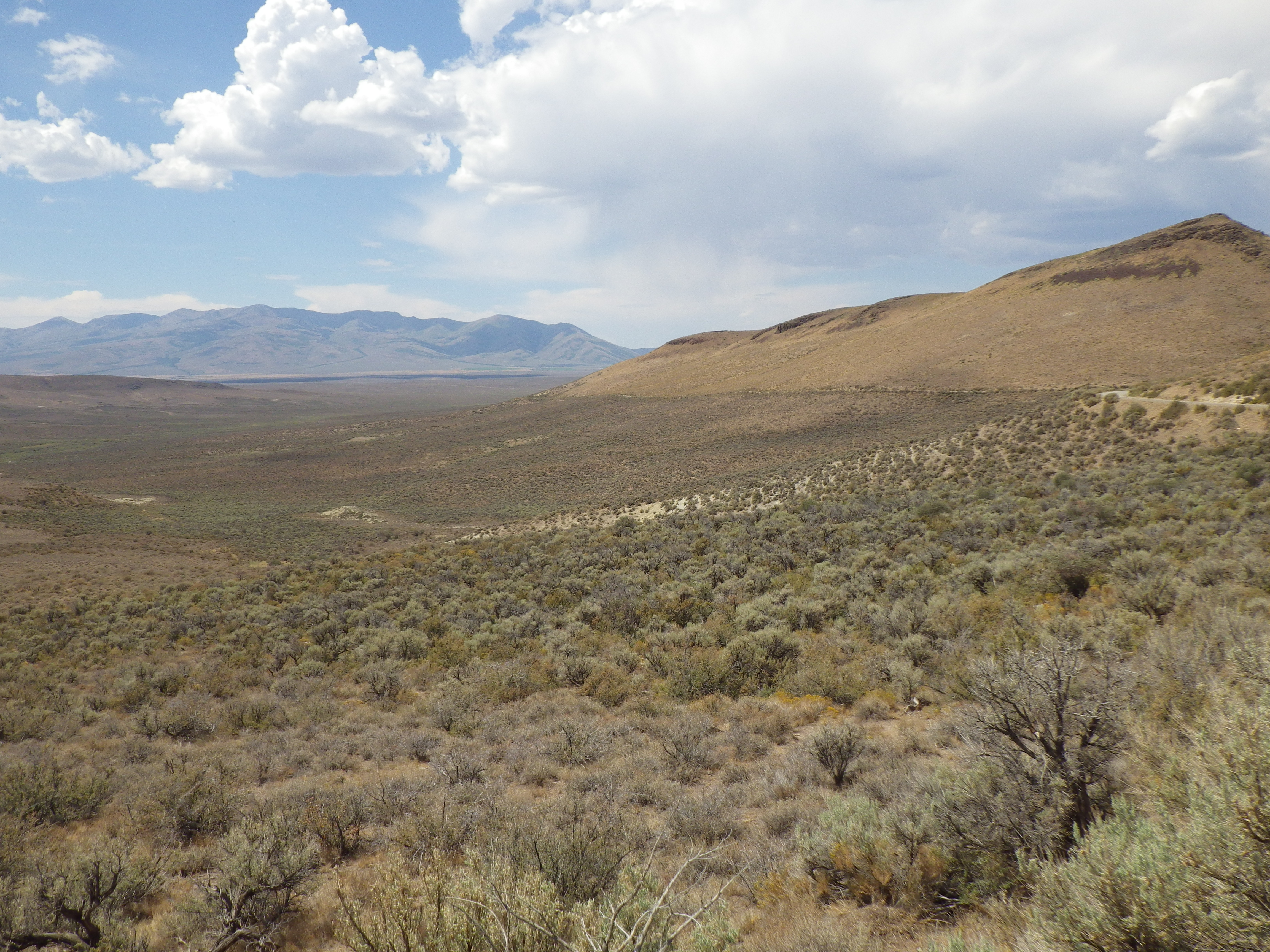
Strauchsteppe in Nevada, USA

Die Klimate der gemäßigten (Gras-)Steppen erhalten im Gegensatz zu den Waldklimaten pro Jahr eine höhere Globalstrahlung, in der Vegetationszeit ist sie hingegen geringer. Die im Folgenden genannten Merkmale gelten erdumspannend (geozonal) für Regionen bis zu rund 2500 m Meereshöhe. Höher gelegene Gebiete weisen häufig ein abweichendes (extrazonales) Gebirgsklima auf.
Sie sind geprägt durch mäßig hohe Jahresmitteltemperaturen, die in der Regel zwischen 4 und 12 °C liegen. Die durchschnittlichen Tagestemperaturen steigen an 150 bis 360 Tagen über den Gefrierpunkt. Folgende Temperaturgrenzwerte sind für diesen Klimatyp kennzeichnend: Der kälteste Monat hat (nach Troll) Mitteltemperaturen um 0 °C. Der wärmste Monat wird von Troll nicht definiert. Im Sommer liegen die Mitteltemperaturen höchstens zwei Monate um 20 °C.
Die Jahresniederschläge bewegen sich zwischen 250 und 500 mm. Die Niederschläge sind meist gering, jedoch häufig mit großen monatlichen Unterschieden (regional etwa 1 bis 3 Monate mäßig bis hoch). Oft erhalten einige Monate nur sehr geringe Niederschläge. Im Winter sind 5 bis 6 Monate Schneefall zu erwarten. Aufgrund der hohen Gesamtverdunstung im Sommerhalbjahr kommt es zu 3 bis 7,5 ariden Monaten sowie über 2 bis um die 6 feuchten Monate. Damit ist das Klima im Jahresmittel semihumid (semiarid nach der Definition von Köppen; gilt jedoch nicht für Grassteppen, sondern vor allem für Strauch- und Trockensteppen sowie Wüstensteppen).
Die genannten Bedingungen von Licht, Wärme und Feuchtigkeit führen zu einer kurzen Dauer der jährlichen Wachstumsperiode, die unter 180 Tagen liegt. Die potenzielle natürliche Vegetation besteht – in der Aufzählung nach abnehmender Feuchtigkeit - aus kraut- und staudenreichen Hochgrassteppen oder Kurzgras-, Zwergstrauch- und Dornsteppen.
Die Gesamtcharakteristik der Steppenklimate kann mit „mäßig kalte Winter, geringe Niederschläge; Steppen, zu trocken für Bäume“ zusammengefasst werden.
Folgende Klimatypen effektiver Klassifikationsmodelle decken dieses Makroklima ab:
- bei Troll & Paffen: III 9 (Feuchtsteppenklimate), III 10 (Winterkalte Trockensteppenklimate), III 11 (Winterkalte, sommerfeuchte Steppenklimate)
- bei Köppen & Geiger: BSk (kühles Steppenklima → Überschneidung mit Subtropen)
- bei Trewartha: BS (Steppe oder Semiarid → einschließlich trop. Dorn- und Trockensavannen)

Die Steppenklimate werden vor allem von den Great Plains in Nordamerika und der Eurasischen Steppe repräsentiert. Auf der Südhalbkugel finden sich sehr kleine Gebiete in Patagonien und Neuseeland.

#### Winterkalte Trockenklimate

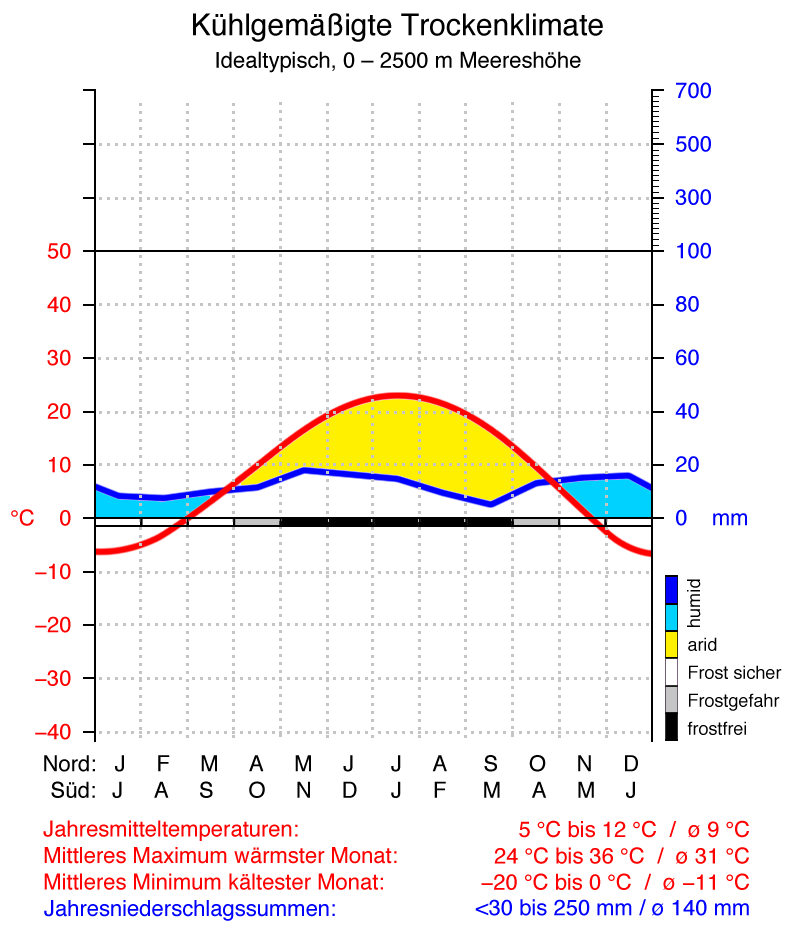

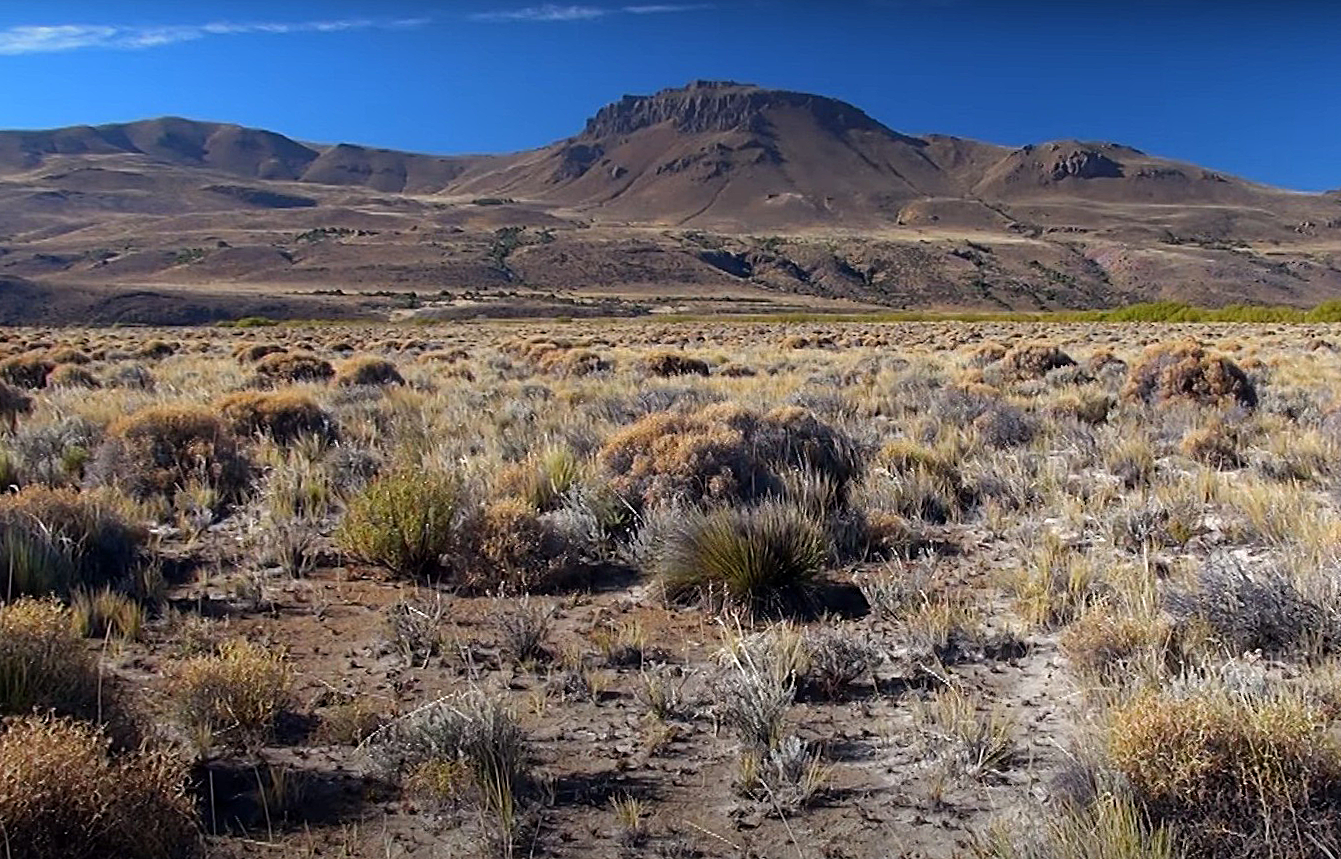
Halbwüste in Patagonien

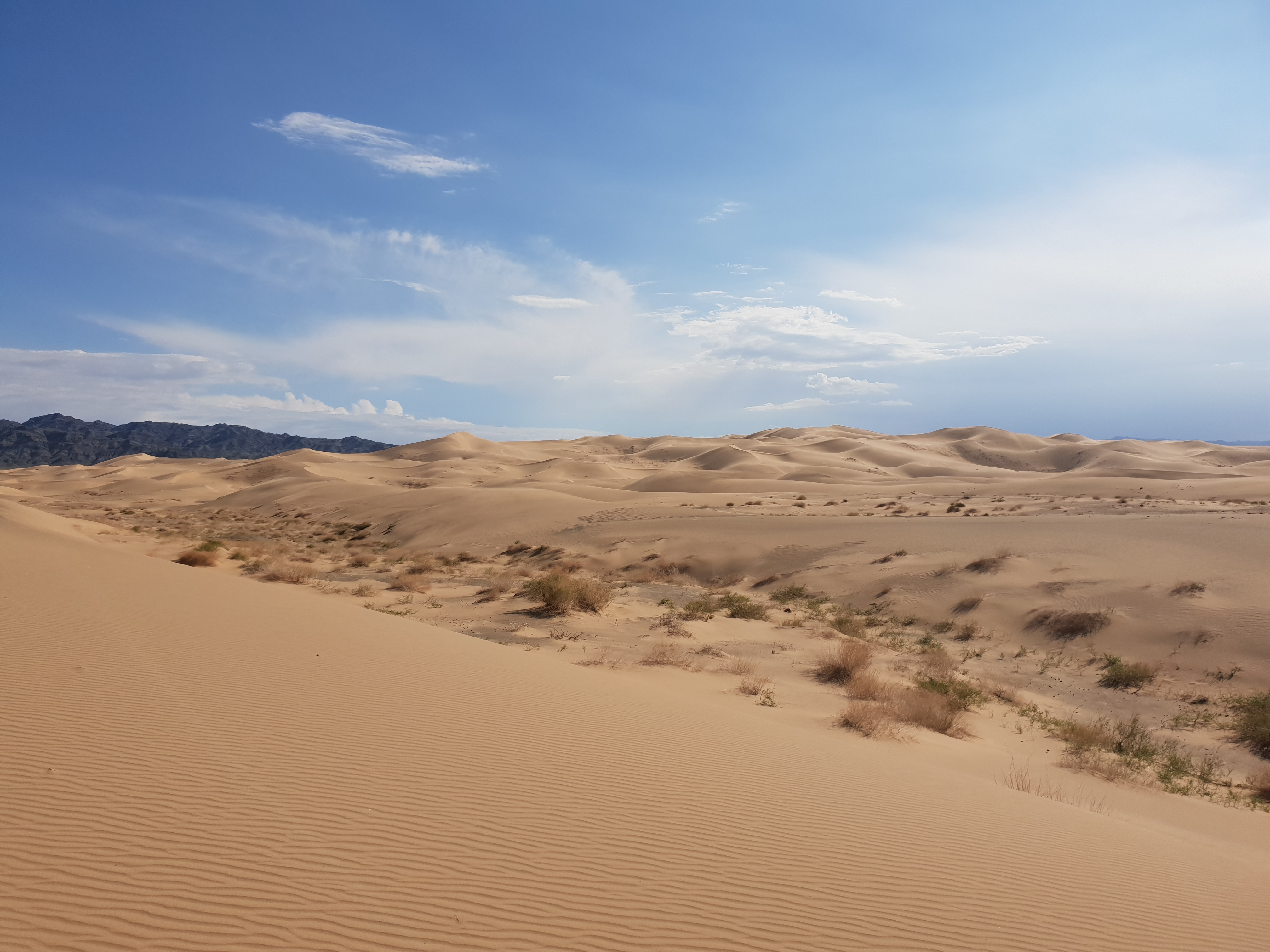
Wüste Gobi, Mongolei

Die Klimate der gemäßigten winterkalten Trockengebiete erhalten in der Summe eine hohe Globalstrahlung, die während der Vegetationszeit geringer ist. Die im Folgenden genannten Merkmale gelten erdumspannend (geozonal) für Regionen bis zu rund 2500 m Meereshöhe. Höher gelegene Gebiete weisen häufig ein abweichendes (extrazonales) Gebirgsklima auf.
Sie sind geprägt durch mäßig hohe Jahresmitteltemperaturen, die in der Regel zwischen 5 und 12 °C liegen. Die durchschnittlichen Tagestemperaturen steigen an 120 bis 360 Tage über den Gefrierpunkt. Folgende Temperaturgrenzwerte sind für diesen Klimatyp kennzeichnend: Die Temperaturen des kältesten Monates liegen (nach Troll) unter 0 bis 6 °C. Der wärmste Monat wird von Troll nicht definiert. Im Sommer steigen die Mitteltemperaturen ein bis vier Monate deutlich über 20 °C.
Die Jahresniederschläge bewegen sich zwischen unter 30 bis zu 250 mm. Die Niederschläge sind ganzjährig relativ gleichbleibend sehr gering oder gering, regional in einzelnen Monaten mäßig. Im Sommerhalbjahr sind 6 bis 9 Monate arid, im Winter fällt in 4 bis 5 Monaten (sehr wenig bis wenig) Schnee. Aufgrund der hohen Gesamtverdunstung ist das Klima mit unter 2 feuchten Monaten semiarid.
Die genannten Bedingungen von Licht, Wärme und Feuchtigkeit führen zu einer sehr kurzen Dauer der jährlichen Wachstumsperiode unter 30 Tagen. Die potenzielle natürliche Vegetation besteht aus winterkalten oder wintermilden Halb- und Vollwüsten.
Die Gesamtcharakteristik der winterkalten Trockenklimate kann mit „mäßig kalte Winter, lang anhaltende Trockenheit; Wüste und Halbwüste, keine geschlossene Pflanzendecke“ zusammengefasst werden.
Folgende Klimatypen effektiver Klassifikationsmodelle decken dieses Makroklima ab:
- bei Troll & Paffen: III 12 (Kühlgemäßigte Halbwüsten- und Wüstenklimate)
- bei Köppen & Geiger: BWk (kühles Wüstenklima → Überschneidung mit Subtropen)
- bei Trewartha: BW (Desert oder Arid → einschließlich heißer Wüsten)

Die größten winterkalten Trockenklimate liegen – im Übergang zu den vorgenannten Steppen – westlich der Great Plains im Großen Becken und südlich der eurasischen Steppen in Zentralasien. Nahezu der gesamte argentinische Teil Patagoniens repräsentiert den Klimatyp auf der Südhalbkugel.

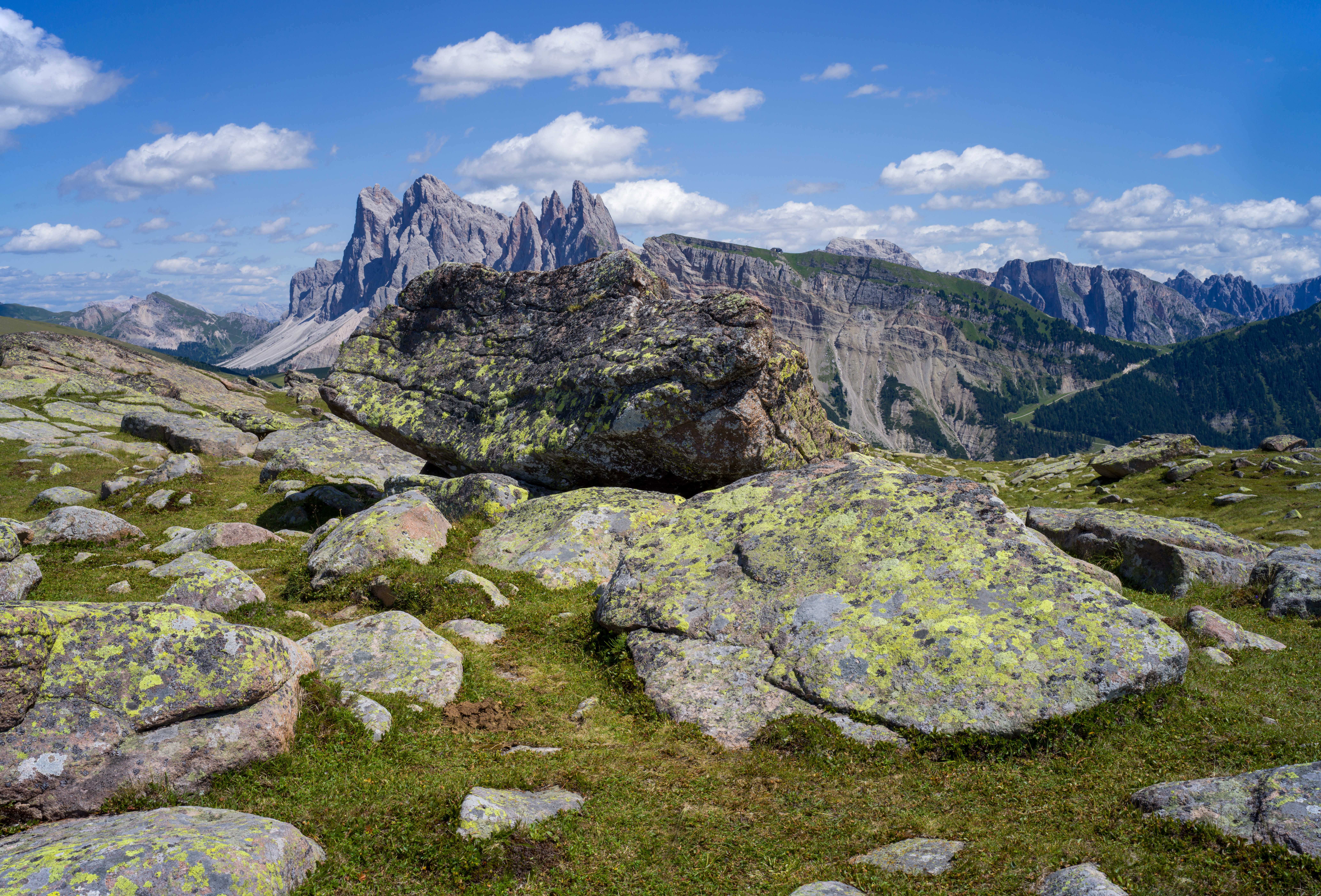
Rund 3500 km südlich der Arktis sind die klimatischen Bedingungen in den Alpen Südtirols auf rund 2200 m über dem Meeresspiegel mit den polaren Bedingungen vergleichbar

#### Höhenstufen
Bei Hochgebirgen in der nemoralen Zone liegt die Waldgrenze im Mittel zwischen 1000 und 2000 m Meereshöhe, in kontinentalen Regionen auch bis über 3000 m.
Das Bergwaldklima ist vergleichbar mit den borealen Tieflandwäldern. Die darüber liegenden alpinen und nivalen Höhenstufenklimate weichen nur geringfügig von den entsprechenden polaren Klimaten ab. Bei ähnlichen Durchschnittstemperaturen sind jedoch die monatlichen Unterschiede größer und die sommerlichen Höchsttemperaturen in der Regel etwas höher. Zudem sind die Hochgebirgsklimate der feuchten Mittelbreiten wesentlich niederschlagsreicher als die borealen und polaren Vergleichsklimate. Dennoch weisen die vorherrschenden Vegetationsformen auf der Nordhalbkugel ein ähnliches Artenspektrum auf, da beide Regionen nach der letzten Kaltzeit zu Rückzugsgebieten für die gleichen Arten wurden, die in der Eiszeit zwischen den jeweils vergletscherten Polargebieten und alpidischen Gebirgen lagen. Die räumliche Isolation hat seither noch nicht lange genug gedauert, um im evolutionären Wandel wesentlich andere Pflanzen (und Tiere) hervorzubringen.
Große Gebirge, die komplett innerhalb der nemoralen Breiten liegen, sind etwa die Kaskadenkette im Westen der USA, die Karpaten und der mongolische Altai. In der Südhemisphäre gehört jeweils die südliche Hälfte der patagonischen Anden und der Neuseeländischen Alpen zur kühlgemäßigten Zone.
Da Lauer, Rafiqpoor & Frankenberg die Hochgebirge in ihre Klimaklassifikation einbezogen haben, liegen etwa die Pyrenäen, Alpen und Karpaten auf ihrer Karte als „kaltgemäßigte Inseln“ in den kühlgemäßigten Mittelbreiten (siehe Kaltgemäßigte Klimazone).

## Naturraum

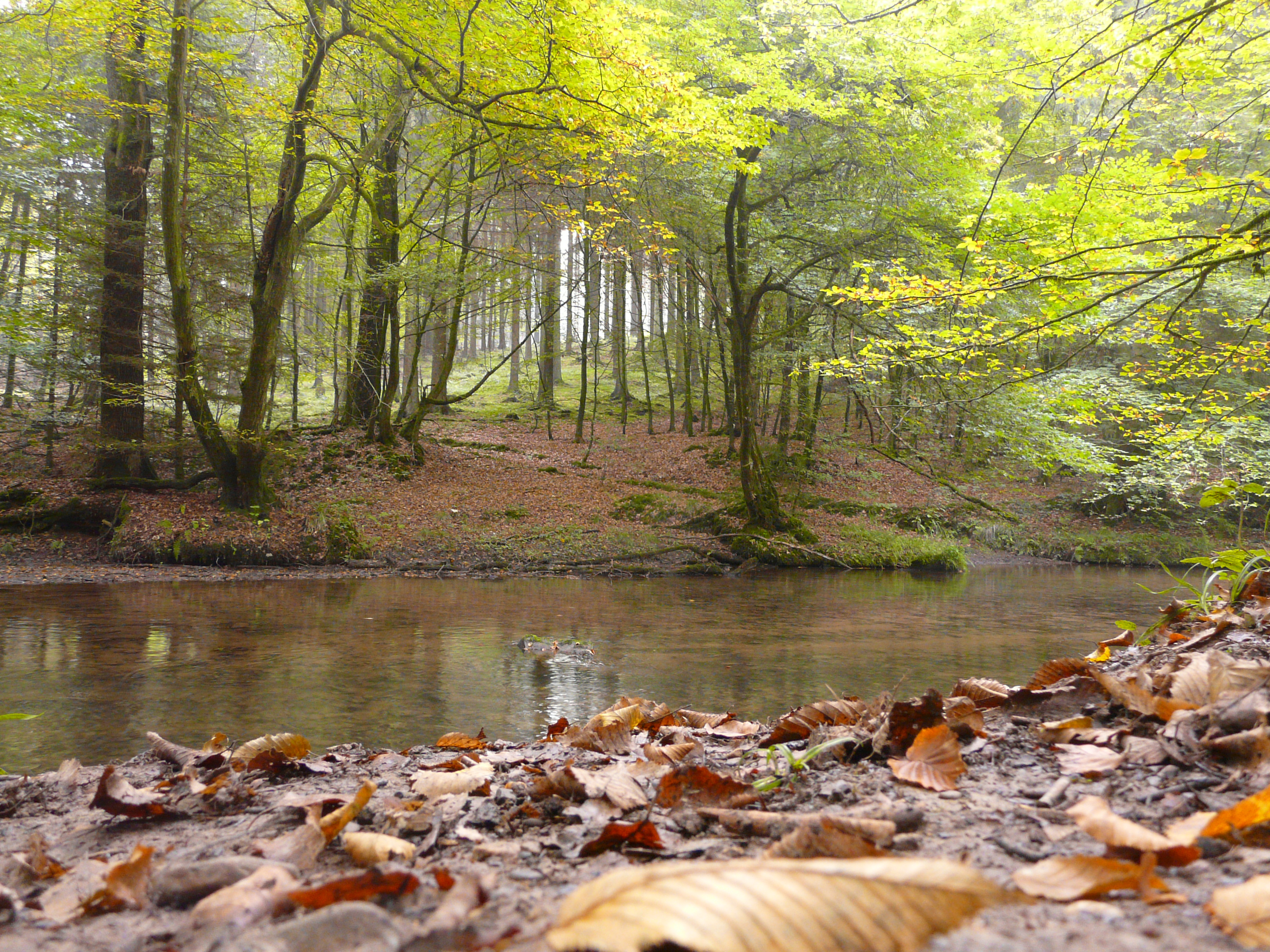
Reine Buchenwälder kommen ausschließlich in Europa vor. Der Anteil urwaldartiger Buchenwälder beträgt höchstens 5 %

Nach ökologischen Kriterien gliedert sich die kühlgemäßigte Zone in die feuchten und trockenen Mittelbreiten. Typisch für die gesamte Zone sind an den Wechsel der Jahreszeiten angepasste sommergrüne („echte“) Hartholzlaubbäume (etwa Buchen, Eichen, Ahorne auf der Nordseite, Scheinbuchen auf der Südseite), die sich im Herbst alle zur etwa gleichen Zeit, eindrücklich bunt färben (siehe Goldener Oktober und Indian Summer) – während halbharte und Weichhölzer wie Birken, Weiden und Pappeln auch in der (nordischen) kaltgemäßigten Zone vorkommen. Immergrüne Laubbaumarten sind – mit Ausnahme von Neuseeland – nur spärlich vertreten. Da die tropischen Savannen und subtropischen Steppen zum allergrößten Teil feuergeprägte Ökosysteme sind, finden sich in den Mittelbreiten die einzigen reinen Graslandbiome aufgrund geringer Niederschläge.

### Ausdehnung und Ausmaße
Auf die solare Abgrenzung bezogen beträgt der Abstand vom 56. bis zum 45. Breitengrad über 1200 km. Der Umfang der Erde beträgt in der Mitte der Zone rund 25.500 km.
Beide kühlgemäßigte Zonen bedecken in diesem Sinne jeweils rund 30 Mio. km²: das sind insgesamt etwa 12 % der Erdoberfläche. Berücksichtigt man die thermischen Verschiebungen, gehören eher 15 % dazu (die nördliche Zone ist deutlich und die südliche etwas größer als der solare Anteil).
Rund 30 % der kühlgemäßigten Zonen sind Landmassen. 21 % der irdischen Landoberfläche liegen in dieser Zone, wovon 18 % auf die nördliche und 3 % auf die südliche kühlgemäßigte Zone entfallen.

#### Nördliche kühlgemäßigte Zone
Die nördliche kühlgemäßigte Zone wird auch nemorale Zone genannt. Sie zieht sich durch circa 25 Länder: Süd-Kanada und die nördliche USA, die größten Teile der EU – beziehungsweise ganz West- und Mitteleuropa sowie den Süden Nord- und Osteuropas –, den Süden Russlands und der Mongolei, gesamt Kasachstan und die Nordhälften von China, der koreanischen Halbinsel und Japan (um die wichtigsten Staaten zu nennen). Die Klimazone erstreckt sich in einem zwischen 900 und 2000 Kilometer breiten Gürtel um die gesamte Erde.
Die größten Abweichungen vom 56. Breitengrad als angenommener Borealgrenze entstehen nach Norden durch den Einfluss des warmen Nordatlantikstroms in Fennoskandien, der das gemäßigte Klima bis über 800 km in die Grönlandsee Richtung Polarkreis ausdehnt, und in Südalaska durch den Einfluss des warmen Nordpazifikwirbels. Nach Süden bestehen bis zu 1000 km große Ausbuchtungen von Zentral- bis Ostkanada und bis in den Norden der Mongolei (etwa bis zum 47. Breitengrad).
Die thermische Grenze zu den Subtropen liegt fast überall vom 45. Breitengrad um bis zu 1200 km weiter südlich; mit der größten Ausbuchtung in China (etwa beim 34. Breitengrad).
Alle Südverschiebungen werden im Wesentlichen durch das Kontinentalklima und den ungehinderten klimatischen Einfluss aus dem Norden verursacht.

#### Südliche kühlgemäßigte Zone

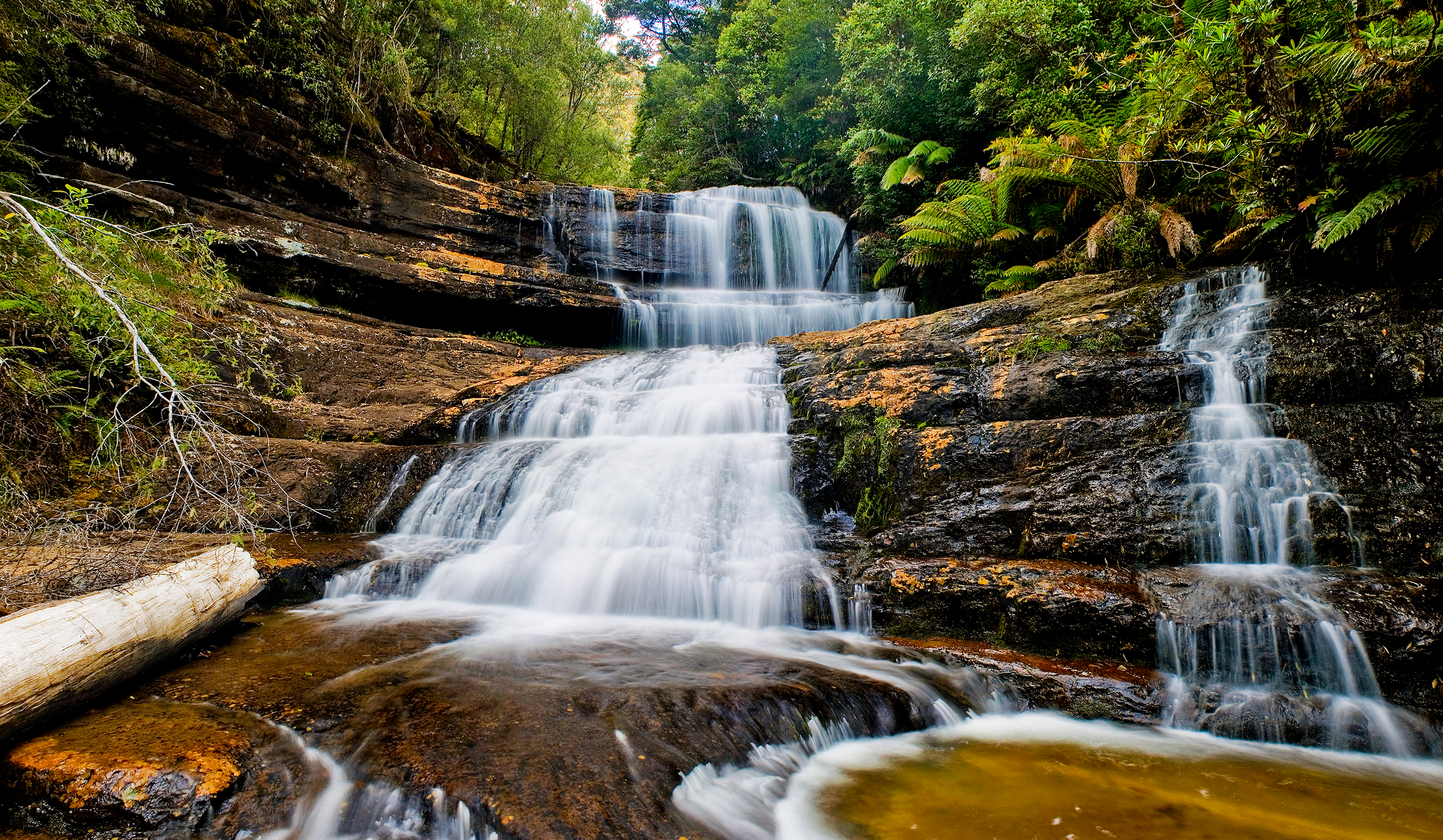
Im Mount-Field-Nationalpark in Tasmanien

Die südliche kühlgemäßigte Zone wird entweder auch nemorale oder aber australe Zone genannt (letztere Bezeichnung wird – sofern ausgewiesen – bisweilen auch für die südliche kaltgemäßigte Zone verwendet und die zugeordneten Gebiete überschneiden sich). Patagonien in Süd-Chile und Argentinien sind der einzige kontinentale Klimaraum, ansonsten liegen nur Inseln wie die Falklandinseln, die nördlichsten subantarktischen Inseln (mit unterschiedlicher Zuordnung kalt- oder kühlgemäßigt) sowie ganz Tasmanien und der größte Teil der Südinsel Neuseelands im Bereich der kühlen Mittelbreiten. Die Klimazone zieht sich in einem zwischen 700 und 2000 Kilometer breiten Gürtel um die gesamte Erde.
Die größten Abweichungen vom 56. Breitengrad als angenommener Südgrenze – die stark umstritten ist, da viele Autoren keine südliche kaltgemäßigte Zone ausweisen – ist eine Nordverschiebung vom südlichen Atlantik bis zur Mitte des südlichen Indischen Ozeans von etlichen hundert Kilometern. Im Süd-Pazifik wird eine geringere Südverschiebung angenommen.
Die thermische Grenze zu den Subtropen liegt rund um den Erdball zwischen rund 200 und 800 km nördlich des 45. Breitengrades. Durch den kalten Humboldtstrom liegt der nördlichste Bereich bei fast 38° südlicher Breite an der chilenischen Anden-Westabdachung.
Alle Nordverschiebungen haben ihre eigentliche Ursache im kalten antarktischen Zirkumpolarstrom.

### Ökologie

#### Nördliche und südliche Hemisphäre
Die großen Unterschiede zwischen den Pflanzengesellschaften der nördlichen und südlichen Mittelbreiten sind hingegen eine Folge der Jahrmillionen währenden Isolation: Obwohl die konkreten Arten zum großen Teil völlig anderen Verwandtschaftsgruppen angehören, haben sich unter vergleichbaren klimatischen Bedingungen sehr ähnliche Pflanzenformationen herausgebildet: So etwa der sommergrüne Laubwald, der in beiden Hemisphären entstanden ist (vergleichbar mit der analogen Evolution ähnlicher Strukturen von Lebewesen).

#### Biologische Vielfalt
Die Biodiversität ist in den kühlen Mittelbreiten „durchschnittlich“. Das spiegelt sich in der Artenvielfalt für verschiedene Pflanzen- und Tiergruppen wider: Es existieren meist zwischen 500 und 1500 Arten von Gefäßpflanzen pro 10.000 km²; in Bergländern – jedoch nur auf der Nordhalbkugel – auch bis zu 2000. Die Artenvielfalt bei den Bäumen ist in Nordamerika (636–832 Arten pro Biom) und in den gemäßigten Wäldern Patagoniens (95 Arten) sowie in allen Steppen und kühlen Trockengebieten (167/181/476/506 Arten) „sehr gering“. In den Laub- und Nadelwäldern Europas und Ostasiens ist sie hingegen mit 1820 Baumarten pro Biom nur „gering“.
Die gesamte Wirbeltierdiversität ist meistens „mittelhoch“, wenn man Patagonien, die Südinsel Neuseelands, das Tiefland von Turan und Hochasien ausnimmt, die jeweils nur auf „sehr geringe“ bis „geringe“ Artenzahlen kommen.
Bei den Säugetier- und Vogelarten sind die Zahlen auf der Nordhalbkugel „gering“ und auf der Südhalbkugel „sehr gering“. Die Zahl der Reptilienarten sind in den kühlen Zonen allgemein „sehr gering“, auch wenn es äquatorwärts überall deutlich mehr gibt. Für die Amphibienarten gilt das gleichermaßen. Mit dem Japanmakak – auch „Schneeaffe“ genannt – gibt es eine einzige Affenart, deren Verbreitungsgebiet bis in die Mittelbreiten reicht.
Die Artenvielfalt der Wirbellosen wurde bislang kaum untersucht, entspricht aber sicherlich der groben Regel: „Je wärmer und feuchter, desto häufiger“. Eine Untersuchung zu den Bienenarten der Erde ergab für die kühlen Zonen allerdings eine sehr unregelmäßige Verteilung: Während ganz Patagonien und der maritim beeinflusste Nordwesten Nordamerikas und Europas durchweg „sehr wenig“ Bienenarten aufweist, kommen die Laubwald- und insbesondere Steppen- und Trockengebiete Nordamerikas, Süd-Europas, ganz Asiens und Tasmaniens auf „hohe“ bis „sehr hohe“ Zahlen. Die übrigen gemäßigten Gebiete – wie etwa Mitteleuropa – haben meist einen „geringen“ Bienenarten-Reichtum.

#### Fauna

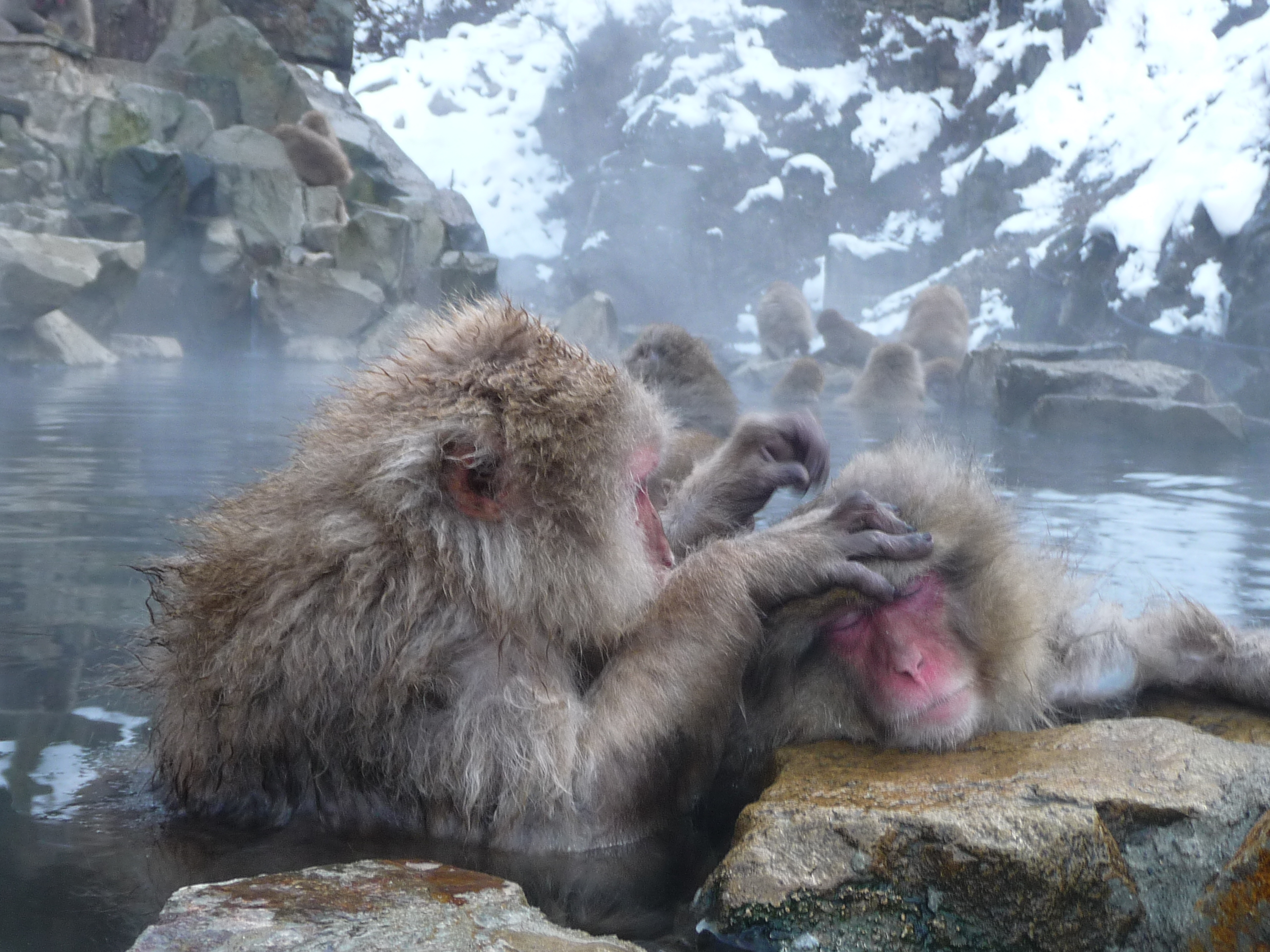
Japanmakaken – die einzigen Primaten der Mittelbreiten – in einer heißen Quelle

Da die kühlen Mittelbreiten keine besondere Anpassung an extreme Kälte oder Hitze erfordern, gibt es keine Tiergruppen, die ausschließlich in dieser Klimazone vorkommen. Bei den Landsäugetieren gehören Elch, Braunbär, Wolf und Nordluchs/Kanadischer Luchs – zumindest potenziell – ebenso zu den Laub- und Mischwäldern der Nordhalbkugel wie zu den borealen Nadelwäldern. Die Arten, die in der kühlen Zone hinzukommen (etwa das Wildschwein in Eurasien), finden sich ebenso in subtropischen Habitaten. Ausgenommen sind einzelne Arten, die weitestgehend nur in der kühlgemäßigten Zone eines Großraumes vorkommen wie beispielsweise in Eurasien Feldhase oder Wisent. Für die Steppenregionen kann man – von etlichen Ausnahmen in subtropischen Trockenräumen abgesehen – zumindest die sehr zahlreichen, koloniebildenden Erdhörnchenarten (beispielsweise Präriehund und Ziesel) typisch für gemäßigte Steppen betrachten. Wie in tropisch/subtropischen Savannen waren für die Steppen große Herden an Huftieren typisch: Hier etwa Amerikanischer Bison und Gabelbock in Nordamerika, Tarpan und Saigaantilope in Eurasien sowie Guanako und Pampashirsch in Patagonien. Für viele Zugvögel aus den Tundren sind die Mittelbreiten Winterquartier.

#### Böden
Die Böden der kühlgemäßigten Mittelbreiten umfassen im Wesentlichen zwei Bodenzonen: Waldböden gehören zur „Haplic Luvisol-Zone“ und Steppenböden werden als „Kastanozem-Haplic Phaeozem-Chernozem (außer Luvic-Zone“) bezeichnet.

### Besiedlung und Nutzung

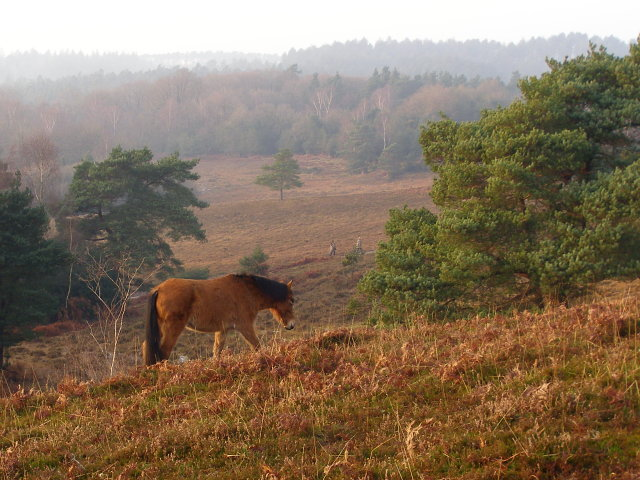
In den Mittelbreiten Europas finden sich heute fast nur noch Kulturlandschaften (Geschützte Landschaft New-Forest-Nationalpark, England)

Die nemorale Zone ist nur noch maximal zu einem Drittel in einem naturnahen Zustand. Dabei handelt es sich vorwiegend um wenig nutzbare Trockengebiete und Hochgebirge. Der Rest wurde in Europa und Ostasien viele Jahrhunderte lang durch Landwirtschaft überprägt, wo verschiedene Formen von Ackerbau und Viehzucht die vormaligen Wälder verdrängten. Dies gilt mit Einschränkungen auch für die Steppenzone: Die Veränderungen waren in den trockenen Regionen jedoch sehr viel geringer, da hier aufgrund der Klimabedingungen nur Naturweidewirtschaft möglich ist, sodass (bereits seit Jahrtausenden) „lediglich“ die ursprünglichen Graser durch Nutztiere ersetzt wurden. Die Steppenzone war (auch in Amerika nach der Wiedereinführung des Pferdes) der Ausgangsraum der Reiterkulturen.
Seit der industriellen Revolution setzte in den humiden Regionen eine immer schneller werdende und flächenverbrauchende Urbanisierung ein, die in sehr vielen Regionen die Naturlandschaften durch Kultur- und Agrarlandschaften, Wirtschaftswälder und Ballungsräume mit einer dichten, hoch technisierten Infrastruktur ersetzt haben. So liegen die größten Industrieregionen der Erde – die „Blaue Banane“ Europas, der Rust Belt in den USA und das Donezbecken an der Grenze zwischen Russland und der Ukraine – alle in den kühlgemäßigten Breiten. Typische Landwirtschaftsformen sind eine gemischte, intensive Landwirtschaft und die Grünlandwirtschaft.
Sowohl die großflächige landwirtschaftliche Nutzung, als auch die Besiedlungsdichte sehr vieler kühlgemäßigter Regionen kann ebenfalls zur Abgrenzung von der kaltgemäßigten Zone angeführt werden: Während es dort insgesamt nur neun Städte mit mehr als 200.000 Einwohnern inmitten der Wälder gibt, sind es in den milden kanadischen Regionen bereits 18 Städte und in den entsprechenden Ländern der EU 119 (davon in Deutschland 40). Die größten Bevölkerungszahlen der Zone weist Ostasien auf: Allein in den nordostchinesischen Provinzen liegen bereits 48 Großstädte über 600.000 Einwohner. Die Laubwald-, Steppen- und Küstenregionen Russlands kommen auf rund 70 Städte über 200.000 Einwohner, die sich jedoch über eine gewaltige Fläche verteilen. Insgesamt existieren schätzungsweise weit mehr als 500 Städte dieser Größenklasse in den kühlen Mittelbreiten. Die am dünnsten besiedelten Gebiete der Zone liegen im inneren Westen der Vereinigten Staaten, in Patagonien und Neuseeland. In der gesamten kühlen Zone der Südhalbkugel liegen nur zwei Städte über 200.000 Einwohnern (Hobart auf Tasmanien und Christchurch in Süd-Neuseeland).

## Unterteilungen zur Artenvielfalt
1. ↑  Artenvielfalt Gefäßpflanzen
auf 100 × 100 km
< 200 = sehr gering
200–1000 = gering
1000–2000 = mittel
2000–4000 = hoch
4000–>5000 = sehr hoch
2. ↑  Artenvielfalt Bäume
je Biom
<1000 = sehr gering
1000–3000 = gering
3000–8000 = mittel
8000–14.000 = hoch
>14.000 = sehr hoch
3. ↑  Artenvielfalt Wirbeltiere
auf 50 × 50 km
1–101 = sehr gering
102–192 = gering
193–258 = mittel
259–460 = hoch
461–1286 = sehr hoch
4. ↑  Artenvielfalt Säugetiere
auf jeweils 50.000 km²
1–42 = sehr gering
43–84 = gering
85–126 = mittel
127–168 = hoch
169–210 = sehr hoch
5. ↑  Artenvielfalt Vögel
auf 10 × 10 km
1–135 = sehr gering
136–271 = gering
272–406 = mittel
407–542 = hoch
542–678 = sehr hoch
6. ↑  Artenvielfalt Reptilien
auf 10 km²
1–44 = sehr gering
45–88 = gering
89–132 = mittel
133–176 = hoch
177–221 = sehr hoch
7. ↑  Artenvielfalt Amphibien
auf 50 × 50 km
1–27 = sehr gering
28–54 = gering
55–81 = mittel
82–108 = hoch
109–136 = sehr hoch